# Clásico rosarino
El clásico rosarino es un encuentro de fútbol disputado por los dos clubes más importantes de Rosario, Argentina: Newell's Old Boys y Rosario Central. Cuenta con una rica trayectoria, comenzando a disputarse en 1905 y continuando hasta el día de hoy. Es el clásico más antiguo del país de los que aún se disputan. Dicho partido, es uno de los más convocantes de la Argentina, y muchos sostienen que es el clásico más apasionante y peligroso del país ya que tiene varios antecedentes de enfrentamientos entre las dos hinchadas (y también con la policía) que terminaron con graves heridos e incluso con muertos.
A lo largo del tiempo se han realizado partidos oficiales correspondientes a diferentes instancias, como son: Liga Rosarina de Fútbol, Asociación Rosarina de Fútbol, copas locales oficiales, torneos nacionales de la Asociación del Fútbol Argentino, copas nacionales oficiales, copas provinciales oficiales, y copas internacionales oficiales, y encuentros amistosos.
Según varios estudios vinculados a la investigación social en el fútbol, Rosario es una de las pocas ciudades del país, como ocurre en Avellaneda, La Plata, Santa Fe, Córdoba y San Miguel de Tucumán, donde los clubes locales superan en popularidad a Boca Juniors y a River Plate; los dos equipos más populares de Argentina.
Los auriazules de Arroyito poseen cuatro Ligas de Primera División, siete Copas nacionales oficiales de AFA, y una copa internacional oficial organizada por la Confederación Sudamericana de Fútbol. Por su parte, los rojinegros del Parque de la Independencia cuentan con seis Ligas de Primera división, y tres Copas nacionales oficiales de AFA.
En el ámbito local -antes del ingreso de ambos al torneo de Liga de AFA en 1939- disputaron oficialmente entre 1905 y 1938 los torneos organizados por la Liga Rosarina de Fútbol (1905-1930), y luego por la Asociación Rosarina de Fútbol (1931-1938). En ese rubro, Rosario Central cuenta con 15 Ligas y 7 Copas ganadas, mientras que Newells logró ganar 15 Ligas con su primer equipo (2 en los torneos de Segunda de 1905 y 1906) y 3 Copas locales, en ese lapso.
Son los dos únicos clubes del interior de Argentina que han obtenido títulos nacionales oficiales de AFA en Ligas de Primera División. Además, ambas instituciones han sido reconocidas por la FIFA como "clubes clásicos" del fútbol argentino, galardón que ostentan solo 11 clubes del país. Esto, los convierte en los únicos equipos del interior del país en obtener dicho reconocimiento.
El último encuentro oficial fue disputado el 16 de febrero del 2025, en las fechas de Interzonales del Torneo Apertura 2025. El cotejo se jugó en el Estadio Marcelo Bielsa, y el resultado fue victoria 2-1 de Rosario Central. Gaspar Duarte y Jaminton Campaz marcaron los tantos del conjunto auriazul, mientras que Éver Banega señaló el gol del descuento de Newell's.

## Historia

### Era amateur (1905–1930)

#### Liga Rosarina de Fútbol
El 30 de marzo de 1905 se creó la Liga Rosarina de Fútbol. Dicha asociación agrupaba a diferentes equipos de la ciudad de Rosario, y a través de la misma comenzó a disputarse la Copa Santiago Pinasco, con limitaciones definidas para los dos equipos de la ciudad que disputaban compromisos con equipos de Buenos Aires, Atlético del Rosario y Rosario Central. Esta copa fue -entre 1905 y 1906- el torneo futbolístico de mayor importancia de la flamante Liga Rosarina de Fútbol, aunque se la denominó de Segunda División. Esto se dio porque entre 1900 y 1906, Atlético del Rosario y Rosario Central participaban de la Copa Competencia que organizaba la AFA contra clubes de Buenos Aires y Uruguay y de amistosos con equipos de Buenos Aires con su primer equipo. La Liga decidió en una de sus primeras reuniones que de la Copa Pinasco no podrían participar, aunque con excepciones, aquellos jugadores que estuviesen o hubiesen disputado la “Copa Competencia” que organizaba la Asociación Argentina de Fútbol.
El primer clásico disputado, se produjo el 18 de junio de 1905, y la victoria fue de Newell's Old Boys por 1 a 0, con gol de Faustino González.
En 1907, por el fuerte crecimiento que estaba teniendo el fútbol en la ciudad, se creó la Copa Nicasio Vila como el campeonato de Primera División, y el ganador del mismo, disputaría la Copa Competencia de AFA. Así, tanto Central como Atlético del Rosario pudieron jugar con su primer equipo sin restricciones en el nuevo campeonato de Primera creado por la Liga Rosarina. Dicho torneo sería nombrado en honor al por entonces Intendente de la ciudad, Nicasio Vila. La Copa Pinasco, siguió siendo el campeonato de segunda división y además, se creó la Copa Comercio como torneo de tercera. El primer encuentro disputado por el campeonato de primera división lo ganó Newell's en condición de visitante por 5 a 3, el 9 de julio de 1907.
En tanto el último clásico amateur se disputó el 31 de mayo de 1931, correspondiendo la victoria a Newell's por 2 a 1, en condición de local.
Durante este período, que va de 1905 hasta 1930, se enfrentaron oficialmente en 55 partidos (4 partidos de segunda y 51 de primera), con 21 victorias de Newell´s, 12 empates, y 22 triunfos de Rosario Central.

### Era profesional rosarina (1931–1938)

#### Asociación Rosarina de Fútbol
En 1931 el fútbol argentino sufre una gran transformación: los futbolistas pasan del amateurismo al profesionalismo. Así, en Rosario se crea la Asociación Rosarina de Fútbol, y comienzan a disputarse los primeros campeonatos profesionales. A su vez, se crean Copas locales oficiales que son de gran atención en la ciudad.
El campeonato de primera pasa a llamarse Torneo Gobernador Luciano Molinas, y el primer encuentro bajo estas nuevas características se dio el 2 de agosto de 1931, con victoria de Newell's Old Boys por 3 a 1, en condición de visitante.
En tanto el último clásico de la era profesional rosarina se disputó en la cancha de Newell´s el 13 de noviembre de 1938, y Rosario Central se impuso 1 a 0 como visitante con gol de Francisco Rodríguez.
Durante este período, se enfrentaron oficialmente en 25 partidos, con 10 victorias de Central, 7 empates, y 8 triunfos de Newell´s.

### Era profesional de la AFA (1939–presente)

#### Asociación del Fútbol Argentino

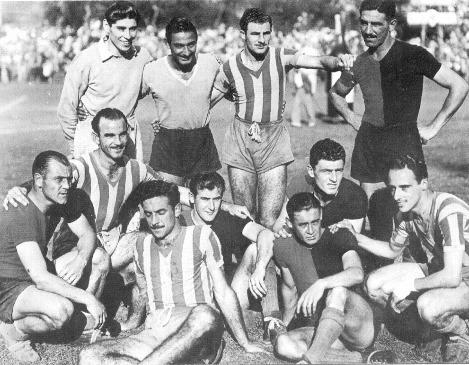
Partido de la década de 1940 donde los futbolistas de ambos clubes posaron juntos antes del juego.

En 1939, Newell's Old Boys y Rosario Central solicitan a la Asociación del Fútbol Argentino su incorporación a los torneos nacionales de la Argentina. La AFA decide otorgarles el permiso, mediante el cual lograrían formar parte del campeonato de ese año. El primer clásico en dicho contexto se disputa el 18 de junio de 1939 con un resultado de 1-1 por la fecha 14. Ángel Perucca adelantó a Newell´s a los 10 minutos del segundo tiempo, mientras que Alejandro Barrios igualó para Central a los 20 del complemento.
La primera victoria en esta nueva etapa fue para Rosario Central por 3 a 1 en condición de visitante, el 14 de julio de 1940. Eduardo Gómez puso en ventaja al equipo rojinegro, pero los canallas lo dieron vuelta en el segundo tiempo, con goles de Juan Heredia, Aníbal Maffei y Juan Enrique Hayes (hijo).
Durante este período, hasta 2025, se llevaron disputados oficialmente (contando las copas nacionales de la AFA) 197 encuentros, con 66 victorias de Rosario Central, 77 empates, y 50 victorias de Newell´s. Además, la AFA les dio por perdido el partido a ambos clubes en 2 oportunidades. Sin contar los partidos de Copas nacionales, teniendo en cuenta sólo el campeonato de Liga de Primera División de AFA, hasta 2025 se enfrentaron oficialmente 177 veces, con 55 triunfos de Central, 43 de Newell´s y 77 empates.

#### Federación Santafesina de Fútbol
En 2016, la Federación Santafesina de Fútbol creó un torneo oficial de carácter provincial denominado Copa Santa Fe. Se jugaron 2 partidos -ambos en la edición de 2016-, con empate 0 a 0 en los 2 cotejos. En la definición por penales, el conjunto rojinegro pasó a semifinales luego de imponerse 5 a 3 en la misma.

#### Torneos internacionales

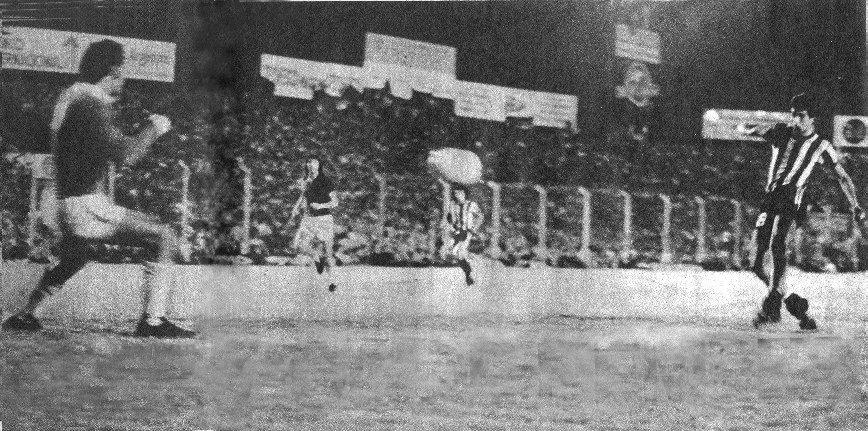
Gol de Kempes a Newell's por la Copa Libertadores de 1975. Aquella noche, Central eliminó a su clásico rival y accedió a la instancia semifinal de la Copa.

Por torneos internacionales, se enfrentaron en dos competiciones: Copa Libertadores 1975 y Copa Sudamericana 2005 (en total 5 encuentros).
Por la Copa Libertadores 1975, se enfrentaron en el grupo de primera ronda. Ambos finalizaron en la primera posición, habiendo empatado en los enfrentamientos entre sí. Debieron disputar un encuentro desempate para definir quién pasaba de ronda, el cual ganó Rosario Central por 1 a 0, con gol de Mario Kempes, el 11 de abril de 1975.
Por la Copa Sudamericana 2005, también se encontraron en primera ronda, pero esta vez en una clasificación en encuentros de ida y vuelta. Tras empatar en la ida 0 a 0, Rosario Central se quedó con la clasificación el 29 de agosto de 2005 venciendo por 1 a 0 de local, con gol de Germán Rivarola.
Internacionalmente llevan disputados cinco encuentros en total, con 2 victorias de Central y 3 empates.

### Clásicos destacados favorables a Rosario Central
A continuación se destacan los clásicos más relevantes e históricamente recordados por parte de la parcialidad centralista:

#### Instancias eliminatorias y/o definitorias

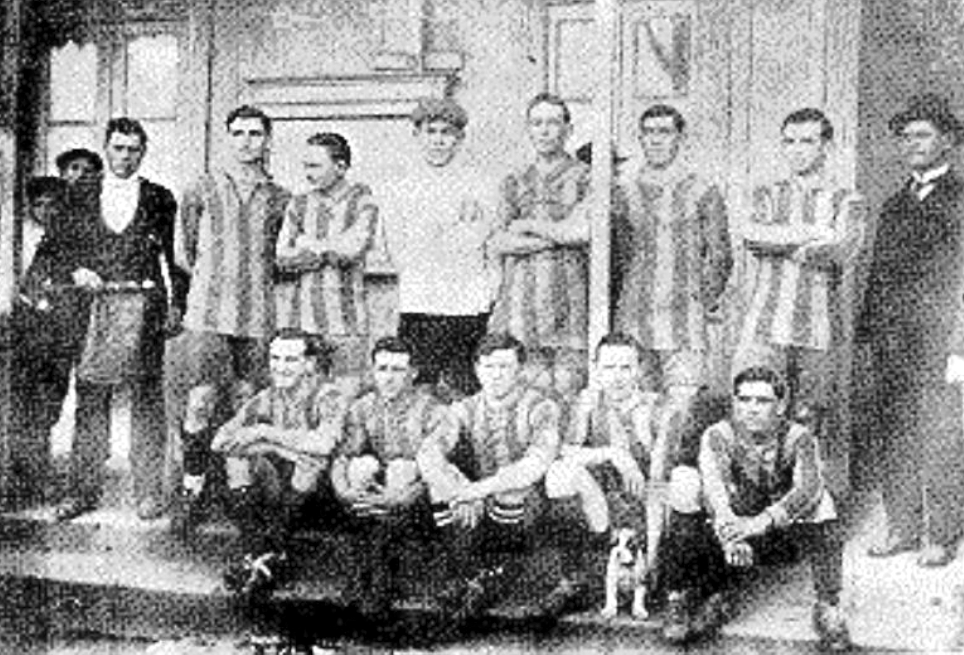
Equipo de Rosario Central que derrotó a Newell´s Old Boy en la final del Campeonato de Primera de 1919. Esta, sería la primera final en la historia entre los clásicos rivales.

- En 1916, el 29 de junio, Rosario Central golea 8 a 0 a su clásico rival en el estadio rojinegro, con 3 goles de José Laiolo, 2 de Antonio Blanco, 2 de Ennis Hayes y uno de Fidel Ramírez[31][32][33] y obtiene su paso a los cuartos de final de la Copa de Honor; competición de carácter nacional y oficial que luego ganaría Central en aquel año.[34]
- En 1918, por la fase previa de la Copa de Competencia Jockey Club, Rosario Central derrota 3 a 1 a su clásico rival en el estadio rojinegro, y accede a cuartos de final de dicho torneo.
- En 1919, Central vence a su clásico rival en la segunda final de la historia disputada entre ambos. Fue por la Copa N. Vila (campeonato oficial de primera división de la Liga Rosarina de Fútbol). Luego de llegar igualados en la tabla general, los equipos rosarinos debieron disputar un encuentro de desempate para determinar al campeón de la Liga de aquel año. El cotejo se disputó el 11 de enero de 1920 en cancha de Gimnasia y Esgrima de Rosario, y en los 90 minutos fue empate 2 a 2, por lo que tuvieron que ir al alargue. Un gol de Jacinto Perazzo sobre el final, le dio la festejada victoria y el título al conjunto auriazul.[35]

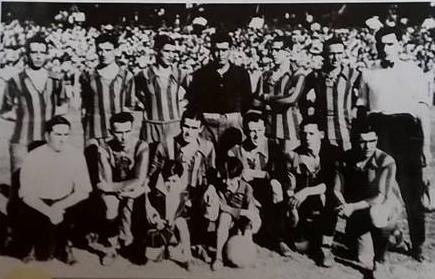
Equipo de Central que se coronó campeón en 1928 al vencer 1 a 0 a Newell's en un partido desempate disputado en terreno rojinegro.

- En 1928, el 16 de diciembre, Rosario Central y su clásico rival vuelven a quedar igualados en la tabla general, y deben disputar un encuentro de desempate. El partido se disputó en el estadio de Newell´s, y definió al campeón de la Copa Nicasio Vila de aquel año, en lo que fue la cuarta final de un campeonato oficial disputada por ambos equipos en la historia. Rosario Central se impuso por 1 a 0 con gol de José Podestá, y volvió a obtener el campeonato ante su eterno rival,[36] dando la vuelta olímpica en terreno rojinegro.[37][38]
- En 1936, el 19 de julio, Rosario Central vence a su clásico rival en la final del Torneo Preparación, ganando el encuentro por 3 a 2. El partido se disputó en cancha de Newell´s, pero en condición de estadio neutral. Gómez y Rúa marcaron para los rojinegros, mientras que Roberto D'Alessandro y Aníbal Maffei (en 2 oportunidades) le dieron la victoria definitiva a Central.[39] Vale destacar que esta sería la quinta y última final de un campeonato oficial disputada por ambos al día de hoy.
- En 1946, el 14 de abril, ya en la era profesional de la AFA, Central eliminó a su clásico rival de la Copa Británica (torneo oficial organizado por la AFA), al derrotarlo en cancha de Newell´s por 4 a 2 en octavos de final. Vale destacar que esta es la primera eliminación directa entre ambos por los torneos nacionales de la AFA desde que ambos se incorporaron en 1939.
- En 1948, el 4 de abril, Rosario Central vuelve a eliminar a su clásico rival de la Copa Británica de aquel año al derrotarlo en los octavos de final por 3 a 2 en un encuentro disputado en cancha de Newell´s.
- En 1969, Central eliminó a su clásico rival en los octavos de final de la Copa Argentina. Fue 0 a 0 en el encuentro de ida, y victoria centralista por 3 a 2 en el encuentro de vuelta disputado en condición de visitante.

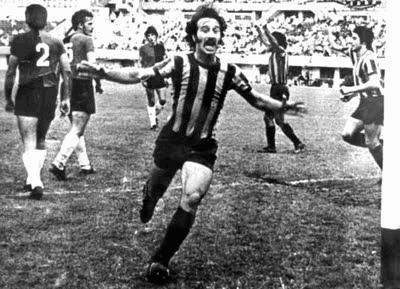
El festejo del gol de palomita de Aldo Pedro Poy ante Newell´s en la semifinal del Nacional de 1971.

- En 1970, en la Copa Argentina, Central eliminó nuevamente a su eterno rival de aquel torneo. Fue 1 a 0 en favor de los auriazules en el encuentro de ida, y empate 0 a 0 en el encuentro de vuelta.
- En 1971, el 19 de diciembre, Central resultó vencedor en las semifinales del Campeonato Nacional de aquel año. El 1 a 0, con la recordada palomita de Poy[40] en el Estadio Monumental de Núñez, le dio a los auriazules el pase a la final del campeonato, que posteriormente ganarían ante San Lorenzo.
- En 1974, el 30 de diciembre, Rosario Central vence en su cancha a su clásico rival por 2 a 0 con goles de Mario Alberto Kempes y Roberto Cabral, y se adjudica el Torneo Argentino de 1974 (torneo reducido, clasificatorio para la Copa Libertadores 1975).
- En 1975, y por primera vez en la historia, los equipos rosarinos se cruzaban por un torneo internacional oficial. Por la Copa Libertadores de aquel año, los equipos rosarinos decidieron en un encuentro desempate – disputado en cancha neutral – quien pasaría a la instancia semifinal. El duelo, disputado el 11 de abril, lo ganó Rosario Central por 1 a 0 con gol de Mario Kempes, obteniendo así el pase a la siguiente ronda del torneo continental.
- En 1980, los auriazules volvieron a encontrar a su clásico rival en un duelo eliminatorio. Por las semifinales del Campeonato Nacional de aquel año, Central venció por 3 a 0 en su estadio (con goles de Juan Carlos Ghielmetti, José Luis Gaitán, y Víctor Marchetti),[41] y luego cayó por 1 a 0 en la revancha, en condición de visitante. El global de 3 a 1 clasificó a la final al conjunto auriazul, para más adelante consagrarse campeón argentino en la era profesional de la AFA por tercera vez en su historia.
- En 1983, los equipos rosarinos se cruzaron en los octavos de final del Campeonato Nacional de aquel año. El encuentro de ida, disputado en condición de visitante, fue empate 0 a 0. La revancha, disputada en el Estadio Gigante de Arroyito, fue victoria canalla por 2 a 0 con goles de Claudio Scalise y Darío Campagna, y así, obtuvo el pase a los cuartos de final.
- En 2005, vuelven cruzarse en un duelo eliminatorio por un torneo internacional: la Copa Sudamericana 2005. El encuentro de ida disputado en condición de visitante fue 0 a 0. En la vuelta, el 29 de agosto de aquel año, la victoria fue de Central por 1 a 0 en el Estadio Gigante de Arroyito con gol de Germán Rivarola. De esta manera, el conjunto auriazul obtuvo el pase a una nueva ronda de la copa.
- En 2018, el 1 de noviembre, se cruzaron en cuartos de final de la Copa Argentina de ese año. El duelo se dio en cancha de Arsenal de Sarandí, a puertas cerradas por disposición de la AFA para evitar posibles incidentes entre las parcialidades. El partido finalizó 2 a 1 a favor de Rosario Central, que avanzó a semifinales del torneo, que finalmente ganaría. Germán Herrera y Fernando Zampedri anotaron los goles auriazules.

#### Récords y rachas
- En 1914, el 25 de mayo, por la Copa N. Vila de ese año, Rosario Central vence por 6 a 2, con 3 goles de Harry Hayes, 2 de Antonio Blanco y uno de Ennis Hayes. Esta victoria, marcó el inicio de una racha de 11 victorias consecutivas de Central sobre su clásico rival, lo cual lo convierte en el récord máximo de victorias consecutivas de uno sobre el otro en la historia del clásico. En adición, este triunfo marcó el inicio de 7 goleadas consecutivas de Central sobre su clásico rival, siendo este, el récord absoluto de goleadas consecutivas de un equipo sobre el otro en la historia del clásico. A su vez, este triunfo marcó el inicio de una racha de 14 años invicto como local ante Newell´s, ya que esa racha se cortó recién en 1925 luego de una derrota 1-2 en la cancha de Central, y teniendo en cuenta que la última victoria rojinegra en ese estadio había sido en 1911.[42]
- En 1914, el 11 de octubre, Central derrota a su clásico rival como visitante por 5 a 0 por la Copa N. Vila, con tres goles de Harry Hayes, uno de Ennis Hayes, y uno de Fidel Ramírez. Esta victoria en el Parque Independencia hizo que Central se asegure el título de campeón ganando el torneo en terreno rojinegro.[43] Cabe destacar que esta victoria iniciaría una racha de 7 triunfos consecutivos de visitante, siendo esta la mayor racha de toda la historia del clásico en esa condición.
- En la Copa Vila de 1917, Rosario Central le convierte 9 tantos a su clásico rival por segunda vez en la historia. En aquella jornada, Rosario Central venció 9 a 0 como visitante, con goles de José Clarke, Eduardo Blanco (x2), Alfredo Woodward (x3), Ennis Hayes, Manuel González (en contra) y Antonio Blanco. Cabe destacar que esta es la mayor goleada de la historia registrada en encuentros oficiales del clásico rosarino.[44]
- En 1966, el 19 de julio, el empate 0 a 0 en el Estadio Gigante de Arroyito marcó el inicio de una racha de 20 encuentros invicto actuando como local ante su clásico rival, contando partidos disputados correspondientes a la AFA y la CONMEBOL. Vale destacar que esta es la mayor racha del conjunto de Arroyito actuando en esa condición en la historia del clásico.
- En 1966, el 6 de noviembre, Rosario Central derrota en condición de visitante a su clásico rival por 2 a 0, con goles de Aldo Pedro Poy y Héctor Pignani. Lo destacado es que con esta victoria comienza una racha de 10 encuentros sin caer como visitante, siendo esta la mayor racha de la historia del clásico rosarino de encuentros invictos de uno sobre el otro en condición de visitante.
- En 1974, el 28 de abril, Rosario Central obtiene el clásico por 3 a 0 en condición de local con goles de Carlos Aimar, Ramón Bóveda y Cabral. Vale decir que este encuentro inició una racha de 17 encuentros sin perder (entre encuentros de la AFA y la CONMEBOL) ante su clásico rival, siendo esta la mayor racha de encuentros sin perder de un equipo sobre el otro de toda la historia del clásico rosarino.
- En 2015, el 26 de julio, Rosario Central derrota 1 a 0 a su clásico rival como visitante con gol de Marco Ruben, y así obtiene la cuarta victoria consecutiva sobre Newell´s en partidos oficiales por torneos de la AFA desde que ambos ingresaron a competir en 1939. Las anteriores habían sido 2 a 1 en el Torneo Inicial 2013, 1 a 0 en el Torneo Final 2014, 2 a 0 en el Transición 2014, y el mencionado 1 a 0 de 2015. Este hecho, marca un récord en la historia del clásico rosarino, ya que desde que ambos clubes ingresaron a los torneos de AFA en 1939 nunca ninguno de los dos equipos había superado al otro en más de 3 cotejos en fila.

#### Primeras victorias en la historia
- En 1940, el 14 de julio, Central fue el primero en ganar el clásico en torneos nacionales en la era profesional de la AFA (los dos equipos ingresaron en 1939), y los auriazules vencieron por 3 a 1 jugando como visitantes.

#### Otros clásicos relevantes: goleadas, encuentros con mucho goleo, y juegos recordados
Se considera como “goleada” a un encuentro en el cual el vencedor haya obtenido una diferencia de al menos tres goles
Se considera como “encuentro con mucho goleo” a un encuentro en el cual se hayan alcanzado al menos seis goles entre ambos equipos, pero que la diferencia sea menor a tres goles
- En 1908, el 2 de agosto, Rosario Central golea por 9 a 3 a su clásico rival en un encuentro correspondiente a la Copa N. Vila (campeonato de primera división de la Liga Rosarina de Fútbol), en la era amateur, con 5 goles de Corti, 3 de Antonio Vázquez, y 1 de Harry Hayes.
- En 1908, el 20 de septiembre, Rosario Central consigue la primera goleada de la historia del clásico rosarino, de un equipo sobre el otro en condición de visitante. Aquel día, los auriazules se impusieron por 3 a 0 con goles de Harry Hayes, Vázquez y Woods.
- En 1915, también por el torneo de primera de la Liga Rosarina de Fútbol, Central vuelve a golear a su clásico rival por 6 a 0, actuando como local.
- En 1915, el 17 de octubre, Central vuelve a marcarle 6 goles a su clásico rival en el campeonato de aquel año, derrotándolo en condición de visitante por 6 a 0.
- En 1916, el 30 de julio, se produce otra goleada auriazul en la Copa N. Vila, derrotando a su clásico rival por 4 a 0 en la cancha de Central.
- En 1916, el 1 de noviembre, el equipo canalla vence nuevamente 6 a 0 como visitante, con 3 goles de Harry Hayes, uno de José Laiolo, uno de Antonio Blanco y uno de Ennis Hayes.
- En 1926, el 14 de noviembre, Rosario Central vence a su clásico rival por 4 a 2 en condición de local por la Copa N. Vila.
- En 1928, el 18 de noviembre, Rosario Central golea en su estadio 5 a 1 por la Copa N. Vila, con dos goles de Armando Bertei, Antonio Miguel, Ricardo Reol, y otro de Bearzotti en contra.
- En 1950, el 11 de junio, Rosario Central obtiene el clásico por 4 a 3 en condición de visitante, con dos goles de Eduardo L'Epíscopo y dos de Waldino Aguirre. Esta, sería la primera de 7 veces en la historia del profesionalismo que los canallas le marcan 4 goles a su clásico rival (1950, 1960, 1964, 1970, 1973, 1997 y 2006).
- En 1960, el 25 de septiembre, Rosario Central vence por 4 a 1 en condición de local con goles de Francisco Rodríguez, Antonio Rodrígues, Juan Castro y Marcelo Pagani, y por segunda vez en la historia del profesionalismo, los de Arroyito le marcan 4 goles a su clásico rival.
- En 1964, el 26 de abril, Rosario Central vence nuevamente por 4 a 0 de visitante a su clásico rival, que retornaba a la primera división luego de tres temporadas en segunda. Vale destacar que esta es la mayor goleada conseguida en condición de visitante de un equipo sobre el otro desde que ambos ingresaron a los torneos nacionales de AFA en 1939.
- En 1970, el 15 de noviembre, Rosario Central vuelve a anotarle 4 goles a su clásico rival por el Campeonato Nacional, y vence por 4 a 1 en condición de visitante, con dos goles Miguel Bustos y dos de Roberto Gramajo.
- En 1973, el 4 de abril, Central vence a su clásico rival por 4 a 1 en condición de local por el Campeonato Metropolitano, con goles de Daniel Aricó, Pascuttini, Rubén Rodríguez y Jara en contra, y por quinta vez desde que ambos ingresaron a los torneos nacionales de AFA en 1939 le convierte 4 goles a su clásico rival.
- En 1975, el 21 de septiembre, Rosario Central vence a su clásico rival por 3 a 0 por el Campeonato Nacional de aquel año, con tres goles de Mario Kempes.
- En 1980, los auriazules golearon a su clásico rival en un duelo eliminatorio. Por las semifinales del Campeonato Nacional, Central venció por 3 a 0 en el cotejo de ida en su estadio (con goles de Juan Carlos Ghielmetti, José Luis Gaitán, y Víctor Marchetti).[41]
- En 1995, el 8 de febrero, en un encuentro amistoso para homenajear a Mario Alberto Kempes, este jugó y marcó de cabeza su gol número 90 con la camiseta auriazul, para poner el 1 a 0 con el que Central le ganó a su clásico rival. Para entonces, Kempes contaba con 41 años y había dejado de jugar al fútbol profesionalmente.[45]
- En 1997, el 23 de noviembre, Central ganó jugando como local por 4 a 0. Los goles de los auriazules fueron marcados por Rubén Da Silva, Eduardo Coudet, Marcelo Carracedo, y Horacio Carbonari. Lo destacable de ese encuentro es que con cuatro rivales expulsados, el jugador rojinegro Herrera debió salir por una aparente lesión, por lo cual el partido debió ser suspendido por inferioridad numérica de Newell´s.[46][47]
- En 2003, el 22 de marzo, Central vuelve a vencer 3 a 0 a su clásico rival en el Estadio Gigante de Arroyito, con goles de Luciano Figueroa, Mariano Messera, y César Delgado.
- En 2006, el 29 de octubre, Rosario Central vuelve a marcarle 4 goles a su clásico rival, ganando por 4 a 1 como local. Los goles fueron marcados por Eduardo Coudet, Paulo Wanchope, Marco Rubén, y Cristian González de penal.

### Clásicos destacados favorables a Newell's Old Boys
A continuación se destacan los clásicos más relevantes e históricamente recordados por parte de la parcialidad rojinegra:

#### Instancias eliminatorias y/o definitorias
- En 1909, el 18 de julio, se desarrolló el primer duelo eliminatorio entre ambos equipos rosarinos. En la Copa de Honor de aquel año, Newell's Old Boys vence por 3 a 2 a su clásico rival en condición de visitante, y continua su camino por aquel torneo organizado por AFA. En adición, el equipo rojinegro se convierte en el primer ganador de un clásico por competencias nacionales, y en el primer ganador de una eliminación directa entre ambos.
- En 1911, el 30 de julio, el conjunto leproso volvió a eliminar a su clásico rival, derrotándolo por 2 a 1 en condición de visitante, en un encuentro correspondiente a los cuartos de final de la Copa de Honor. Ese mismo año Newell's Old Boys se consagraría campeón de dicha competencia nacional.
- En 1912, el 20 de octubre, y también por los cuartos de final de la Copa de Honor, Newell's Old Boys elimina nuevamente a su clásico rival, al imponerse por 5 a 3 en condición de visitante, con 5 goles de Manuel Lito González.

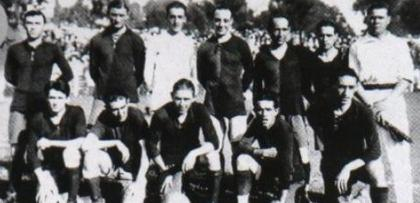
Equipo de Newell´s Old Boys que derrotó 3 a 1 a Rosario Central en la final de la Copa Estímulo de 1925.

- En 1918, el 4 de agosto, nuevamente Newell's Old Boys elimina a su clásico rival de la Copa de Honor, luego de vencerlo en condición de local por 3 a 0.
- En 1926, el 10 de enero, Newell's Old Boys derrotó por 3 a 1 en condición de local a su clásico rival en la final de la Copa Estímulo de 1925. Los tantos fueron anotados por Humberto Libonatti, Vicente Aguirre y Arturo Ludueña Chini. Esta sería la tercera final oficial en la historia disputada entre ambos clubes.
- En 1969, el 2 de julio, los equipos rosarinos se cruzan en el torneo Clasificatorio al Nacional. En aquella jornada Newell's Old Boys eliminaría a su clásico rival, al imponerse por 1 a 0 bajo la condición de cancha neutral.
- En 1974, el 2 de junio, Newell's Old Boys gana su 1.º campeonato nacional de AFA, al enfrentar en el último encuentro del Torneo Metropolitano a su eterno contrincante, disputando dicho encuentro en el estadio rival, pero bajo la condición de cancha neutral. Aquel empate 2 a 2 (luego de ir perdiendo 2 a 0) con el recordado gol de zurda de Mario Zanabria, le dio a los rojinegros el campeonato en aquella jornada.

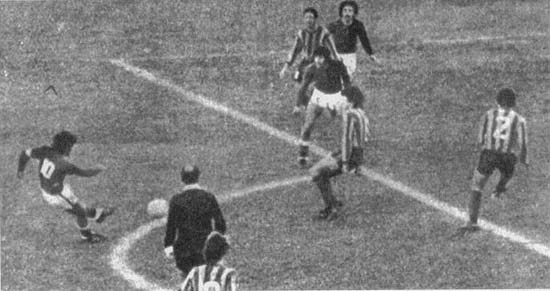
El gol de zurda de Mario Zanabria ante Central en el último partido del cuadrangular final en 1974 es uno de los más recordados por la parcialidad leprosa.

- En 1989, el 14 de junio, Newell's Old Boys eliminó a su clásico rival de la Liguilla Pre-Libertadores. En el encuentro de ida - disputado en el Estadio José Amalfitani en condición de visitante - el resultado fue empate 1 a 1. En la vuelta, el equipo rojinegro hizo las veces de local en el Estadio Arquitecto Ricardo Etcheverri, y se impuso por 5 a 3, con 2 goles de Gabriel Batistuta, 2 de Adrián Taffarel y uno de Víctor Ramos, obteniendo así el paso a una nueva ronda.
- En 1993, ambos equipos se vuelven a ver las caras en la Copa Centenario. Newell's Old Boys venció en los dos encuentros: 2 a 0 en condición de local, y 1 a 0 en condición de visitante, y así pasó a una nueva fase del torneo.
- En 2016, los conjuntos rosarinos vuelven a cruzarse en una instancia de eliminación directa -luego de 11 años- en los cuartos de la Copa Santa Fe. Con enorme mayoría de suplentes y jugadores de reserva en ambos conjuntos, se disputaron dos encuentros, en llave de ida y vuelta. Ambos partidos finalizaron con marcador en cero, pero Newell's Old Boys vencería en los penales, eliminando así a su clásico rival en su propio estadio.

#### Récords y rachas
- En 1909, el 8 de agosto, Newell's Old Boys se impone en condición de visitante por 3 a 2. Con este encuentro, además, comenzaría una racha de 10 victorias consecutivas sobre su clásico rival, lo cual lo convierte en su récord máximo de victorias consecutivas en el clásico.[48]
- En 1910, el 31 de julio, Newell's Old Boys vence a su clásico rival como local por 3 a 0, con tres goles de José Viale. Con este triunfo, los rojinegros continuarían su racha de 6 triunfos consecutivos en condición de local, la cual resultaría la mayor de la historia del clásico rosarino.
- En 1910, el 2 de octubre, Newell's Old Boys obtiene un triunfo en condición de visitante, por 2 a 1. Esta victoria contribuiría a engrosar su racha de 5 victorias consecutivas en condición de visitante, siendo esta la mayor de su historia.
- En 1919, el 31 de agosto, el empate 1 a 1 en el Coloso del Parque sería parte de una racha de Newell's Old Boys que lo llevó a disputar 18 encuentros sin derrotas ante su clásico rival en condición de local, siendo este el mayor período de la historia de invicto en esta condición, en los campeonatos previos a la afiliación a AFA.
- En 1929, el 2 de junio, el triunfo por 1 a 0 en condición de visitante marcó para Newell's Old Boys el inicio de una racha de 12 encuentros sin derrotas ante su clásico rival, siendo esta la mayor tanda de invicto de ambos hasta su incorporación a los torneos nacionales de AFA.
- En 1939, el 12 de noviembre, el empate 1 a 1 en condición de visitante sería el inicio de una racha de Newell's Old Boys que lo llevaría a mantener 5 encuentros invicto en condición de visitante, siendo esta su mayor racha en esta condición desde su incorporación a los torneos nacionales de AFA.
- En 1945, el 28 de agosto, Newell's Old Boys obtiene un triunfo en condición de local, por 1 a 0. Esta victoria sería el comienzo de una racha de 4 victorias consecutivas en su estadio, siendo esta la mayor tanda de triunfos en condición de local de ambos desde su incorporación a los torneos nacionales de AFA.
- En 1980, el 7 de septiembre, Newell's Old Boys vence de local a su clásico rival por 1 a 0, con gol de Talavera. El hecho destacado es que, en dicho encuentro, los rojinegros comenzarían una racha de 27 encuentros invicto en condición de local. Cabe destacar que esta es la mayor racha de encuentros invictos registrada en la historia del clásico rosarino, de un equipo sobre el otro actuando en condición de local.
- En 1998, el 3 de mayo, el empate 0 a 0 en condición de local marcó para Newell's Old Boys el inicio de una racha de 9 encuentros sin derrotas ante su clásico rival, siendo esta su mayor tanda sin derrotas desde su incorporación a los torneos nacionales de AFA.

#### Primeras victorias en la historia
- En 1905, el 18 de junio, se disputa el primer clásico de la historia. En aquel momento los equipos rosarinos disputaban el torneo de liga rosarina, llamado Copa S. Pinasco. Aquella tarde Newell's Old Boys ganó 1 a 0 con un gol del recordado Faustino González.
- En 1931, el 2 de agosto, se disputa el primer clásico de la era profesional. En ese entonces los equipos rosarinos comenzaban a disputar el Torneo Gobernador Luciano Molinas, y Newell's Old Boys se imponía por 3 a 1.

#### Otros clásicos relevantes: goleadas, encuentros con mucho goleo, y juegos recordados
Se considera como “goleada” a un encuentro en el cual el vencedor haya obtenido una diferencia de al menos tres goles
Se considera como “encuentro con mucho goleo” a un encuentro en el cual se hayan alcanzado al menos seis goles entre ambos equipos, pero que la diferencia sea menor a tres goles
- En 1906, el 23 de julio, Newell's Old Boys se alza con la primera goleada en la historia del clásico rosarino, derrotando a su clásico rival por 6 a 0, actuando en condición de local.
- En 1907, el 9 de julio, se produce una goleada rojinegra en el encuentro de la Copa N. Vila. En esta ocasión, Newell's Old Boys se impondría por 5 a 3.
- En 1910, el 30 de septiembre, Newell's Old Boys vuelve a conseguir una goleada frente a su clásico rival, al imponerse por 4 a 2 en condición de local.
- En 1912, el 28 de julio, se produce la mayor goleada de Newell´s en la historia del clásico rosarino. Allí, Newell's Old Boys se impuso por 7 a 0 en condición de visitante, con cuatro goles de Manuel Lito González, dos de Ricardo Puig y el restante de Ignacio Rota (en contra).
- En 1925, el 21 de mayo, Newell's Old Boys derrota a su clásico rival en condición de visitante por 3 a 0. En aquella jornada, Julio Libonatti convertiría su último gol en un clásico, para luego ser transferido al fútbol italiano.
- En 1932, el 14 de agosto, Newell's Old Boys se impone a su clásico rival por 3 a 0 en el Coloso del Parque, en un encuentro correspondiente al Torneo Gobernador Luciano Molinas.
- En 1934, el 16 de septiembre, se registra la mayor goleada en materia del clásico rosarino de la era profesional (por Asociación Rosarina de Fútbol). En aquella jornada el equipo de Newell's Old Boys se imponía a su clásico rival por 4 a 1.
- En 1941, el 12 de octubre, se produce la mayor goleada por torneos nacionales de AFA desde que ambos ingresaron al profesionalismo en 1939. Aquella tarde Newell's Old Boys vencía a su clásico rival por 5 a 0. Se destaca también que ese día Mario Morosano - figura de aquel entonces - convertiría un gol con la mano, recordado por la parcialidad rojinegra.
- En 1947, el 29 de junio, Newell's Old Boys vence por 4 a 2 en condición de local. Esta sería la primera de las 5 oportunidades en la historia de los torneos de AFA en que los leprosos le marcarían 4 goles a su clásico rival (1947, 1974, 1990, 1991, 1999).
- En 1960, el 8 de mayo, Newell's Old Boys vuelve a convertirle 5 goles a su clásico rival. En esa fecha el equipo rojinegro se iba favorecido del clásico por 5 a 3, y como condimento, alcanzaba el resultado luego de que el marcador al entretiempo fuese de 0 a 2 en contra.
- En 1974, el 26 de febrero, Newell's Old Boys convierte nuevamente 4 goles en el clásico de la ciudad. Aquella jornada la lepra obtendría una victoria de 4 a 2, con dos goles de Santiago Santamaría.
- En 1980, el 17 de febrero, Newell's Old Boys derrota a su clásico rival por 3 a 0 como visitante en el Campeonato Metropolintano de aquel año. Esta sería la única vez en la historia de los torneos de AFA en que un equipo se impondría por este resultado en condición de visitante.
- En 1981, el 15 de marzo, Newell's Old Boys se alza con el clásico rosarino al derrotar por el Campeonato Metropolitano a su clásico rival, nuevamente por 3 a 0.
- En 1990, el 8 de octubre, Newell's Old Boys vence por 4 a 3 en condición de visitante. Aquella jornada los goleadores rojinegros serían Fernando Gamboa, Julio Alberto Zamora, Christian Ruffini, y Sáez.
- En 1991, el 14 de abril, el clásico rosarino encontraba un escenario dispar: promediaba el segundo tiempo y Newell's Old Boys llevaba una ventaja de 3 goles a 0 sobre su rival. Y con la llegada del 4.º grito, se estamparía el resultado definitivo.[49]
- En 1992, el 8 de marzo, Newell's Old Boys gana el clásico de la ciudad poniendo en la primera división un equipo integrado por futbolistas de la reserva, acompañados por solo 2 titulares. Fue 1 a 0 con gol de Cristian Domizzi.
- En 1996, el 23 de junio, Newell's Old Boys llegaba al clásico haciendo las veces de local en el estadio rival - debido a remodelaciones en el Coloso. Ese día la lepra ganaba 2 a 0 y, cuando se disponía a ejecutar un penal a favor, la hinchada rival comenzó a arrojar bombas al campo de juego, motivando al árbitro a suspender el encuentro.
- En 1999, el 7 de marzo, Newell's Old Boys derrota a su clásico rival por 4 a 1 con dos goles de Germán Real, siendo esta la quinta oportunidad en que le marcaría 4 goles.

## Eliminaciones directas por torneos oficiales
A continuación, se listan las eliminaciones directas de ambos clubes en toda la historia, tanto por torneos locales como nacionales e internacionales:
     Torneo regional.      Torneo nacional.     Torneo internacional.
| #  | Torneo                                         | Ronda                                  | Resultados                                       | Desenlace                                                                   |
| -- | ---------------------------------------------- | -------------------------------------- | ------------------------------------------------ | --------------------------------------------------------------------------- |
| 1  | Copa de Honor 1909                             | Octavos de final                       | Central 2 - Newell´s 3.                          | Avanza Newell´s.                                                            |
| 2  | Copa de Honor 1911                             | Cuartos de final                       | Central 1 - Newell´s 2.                          | Avanza Newell´s, y más adelante obtiene esta Copa Nacional.                 |
| 3  | Copa Damas de Caridad 1911                     | Semifinal                              | Central 0 - Newell´s 1.                          | Avanza Newell´s.                                                            |
| 4  | Copa de Honor 1912                             | Cuartos de final                       | Central 3 - Newell´s 5.                          | Avanza Newell´s.                                                            |
| 5  | Copa Damas de Caridad 1914                     | Final de la Copa                       | Central GP - Newell´s PP.                        | Gana Central al no presentarse Newell's, y así, obtiene esta Copa rosarina. |
| 6  | Copa de Honor 1916                             | Octavos de final                       | Central 8 - Newell´s 0.                          | Avanza Central, y más adelante obtiene esta Copa Nacional.                  |
| 7  | Copa de Competencia 1918                       | Octavos de final                       | Newell´s 1 - Central 3.                          | Avanza Central.                                                             |
| 8  | Copa de Honor 1918                             | Octavos de final                       | Newell´s 3 - Central 0.                          | Avanza Newell´s.                                                            |
| 9  | Campeonato de Primera División de Rosario 1919 | Final del campeonato                   | Central 3 - Newell´s 2.                          | Gana Central y obtiene el campeonato rosarino.                              |
| 10 | Copa Estímulo 1925                             | Final de la Copa                       | Newell´s 3 - Central 1.                          | Gana Newell´s y obtiene esta Copa rosarina.                                 |
| 11 | Campeonato de Primera División de Rosario 1928 | Final del campeonato                   | Newell´s 0 - Central 1.                          | Gana Central y obtiene el campeonato rosarino.                              |
| 12 | Torneo Preparación 1936                        | Final de la Copa                       | Central 3 - Newell´s 2.                          | Gana Central y obtiene esta Copa rosarina.                                  |
| 13 | Copa Británica 1946                            | Octavos de final                       | Newell´s 2 - Central 4.                          | Avanza Central.                                                             |
| 14 | Copa Británica 1948                            | Octavos de final                       | Newell´s 2 - Central 3.                          | Avanza Central.                                                             |
| 15 | Copa Argentina 1969                            | Octavos de final                       | Central 0 - Newell´s 0 / Newell´s 2 - Central 3. | Avanza Central.                                                             |
| 16 | Clasificatorio al Nacional de 1969             | Semifinal                              | Newell´s 1 - Central 0.                          | Avanza Newell´s.                                                            |
| 17 | Copa Argentina 1970                            | Octavos de final                       | Central 1 - Newell´s 0 / Newell´s 0 - Central 0. | Avanza Central.                                                             |
| 18 | Campeonato Nacional 1971                       | Semifinal                              | Central 1 - Newell´s 0.                          | Avanza Central, y más adelante obtiene el Campeonato Nacional.              |
| 19 | Copa Libertadores 1975                         | Desempate clasificatorio a semifinales | Central 1 - Newell´s 0.                          | Avanza Central.                                                             |
| 20 | Campeonato Nacional 1980                       | Semifinal                              | Central 3 - Newell´s 0 / Newell´s 1 - Central 0. | Avanza Central, y más adelante obtiene el Campeonato Nacional.              |
| 21 | Campeonato Nacional 1983                       | Octavos de final                       | Newell´s 0 - Central 0 / Central 2 - Newell´s 0. | Avanza Central.                                                             |
| 22 | Liguilla Pre-Libertadores 1988-89              | Primera fase                           | Central 1 - Newell´s 1 / Newell´s 5 - Central 3. | Avanza Newell´s.                                                            |
| 23 | Copa Centenario 1993                           | Primera fase                           | Newell´s 2 - Central 0 / Central 0 - Newell´s 1. | Avanza Newell´s.                                                            |
| 24 | Copa Sudamericana 2005                         | Primera fase                           | Newell´s 0 - Central 0 / Central 1 - Newell´s 0. | Avanza Central.                                                             |
| 25 | Copa Santa Fe 2016                             | Cuartos de final                       | Newell´s 0 - Central 0 / Central 0 - Newells 0.  | Avanza Newell´s en definición por penales (5-3).                            |
| 26 | Copa Argentina 2017-18                         | Cuartos de final                       | Newells 1 - Central 2.                           | Avanza Central, y más adelante obtiene esta Copa Nacional.                  |

Detalles
- De los 26 duelos eliminatorios en la historia, Rosario Central avanzó en 16 y Newell´s en 10.
- Se enfrentaron solamente en 5 finales oficiales en la historia: Central ganó 4 y Newell´s ganó 1.
- Rosario Central se consagró campeón en 8 campeonatos en los cuales eliminó previamente en un cruce directo (o lo venció en una final) a su clásico rival: Copa Damas de Caridad 1914 (LRF), Copa de Honor de 1916 (AFA), Copa Nicasio Vila 1919 (LRF), Copa Nicasio Vila 1928 (LRF), Torneo Preparación 1936 (ARF), Campeonato Nacional 1971 (AFA), Campeonato Nacional 1980 (AFA) y Copa Argentina 2017-18 (AFA).
- Newell´s Old Boys se consagró campeón en 2 campeonatos en los cuales eliminó previamente en un cruce directo (o lo venció en una final) a su clásico rival: Copa de Honor 1911 (AFA) y Copa Estímulo 1925 (LRF).

### Finales oficiales disputadas entre ambos equipos
Rosario Central y Newell´s Old Boys solamente disputaron cinco finales oficiales en toda la historia. El saldo favorece a los auriazules, que se impusieron en cuatro de ellas, mientras que Newell´s lo hizo en la restante.
| Temporada             | Campeón               | Resultado             | Subcampeón            | Sede Final                    |
| Copa Damas de Caridad | Copa Damas de Caridad | Copa Damas de Caridad | Copa Damas de Caridad |                               |
| --------------------- | --------------------- | --------------------- | --------------------- | ----------------------------- |
| 1914                  | Rosario Central       | Walk over.            | Newell's Old Boys     | G.E.R., Rosario               |
| Liga Rosarina         |                       |                       |                       |                               |
| 1919                  | Rosario Central       | 3 - 2 (pró.)          | Newell's Old Boys     | G.E.R., Rosario               |
| 1928                  | Rosario Central       | 1 - 0                 | Newell's Old Boys     | Parque Independencia, Rosario |
| Copa Estímulo         |                       |                       |                       |                               |
| 1925                  | Newell's Old Boys     | 3 - 1                 | Rosario Central       | Parque Independencia, Rosario |
| Torneo Preparación    |                       |                       |                       |                               |
| 1936                  | Rosario Central       | 3 - 2                 | Newell's Old Boys     | Parque Independencia, Rosario |

### Vueltas olímpicas definitorias de títulos oficiales en el estadio del rival
El 11 de octubre de 1914, Rosario Central visitaba a Newell´s Old Boys por la penúltima fecha de la Copa Nicasio Vila de aquel año. El conjunto auriazul llevaba solo 3 puntos de ventaja sobre su clásico rival (con 4 por jugarse), por lo que con un empate o una victoria se aseguraría el título de campeón. Finalmente, Rosario Central ganó 5 a 0 y pudo dar la vuelta olímpica ante su clásico rival y en terreno rojinegro.  Los goles del equipo canalla en aquella recordada jornada fueron convertidos por Harry Hayes (3), Ennis Hayes y Fidel Ramírez. Esta sería la primera vez en la historia en donde uno de los dos equipos gana un campeonato oficial en la cancha de su clásico rival.
En 1928, Rosario Central y Newell´s Old Boys quedaron igualados en la tabla general del Campeonato de Primera División de Rosario de aquel año, y tuvieron que disputar un encuentro de desempate. El partido se disputó en el estadio de Newell´s, y definió al campeón de la Copa Nicasio Vila, en lo que fue la segunda final de un campeonato oficial disputada por ambos equipos en la historia. Aquel 16 de diciembre, Rosario Central se impuso por 1 a 0 con gol de José Podestá, y volvió a obtener el campeonato ante su eterno rival, dando la vuelta olímpica en terreno rojinegro.
Al año siguiente, en 1929, Newell's Old Boys y Central Córdoba quedaron igualados en la tabla general de la Copa Nicasio Vila, y debieron disputar un encuentro de desempate para decidir al campeón. El duelo se jugó en terreno neutral, siendo elegida para ello la cancha de Rosario Central. El cotejo finalizó 2 a 0 en favor de los rojinegros, con goles de Cataldo Spitale y Julio Libonatti, logrando de esta forma el club ñulista un nuevo título de Liga Rosarina.
En 1971, y luego de eliminar a Newell´s en semifinales, Rosario Central debió disputar la final del Campeonato Nacional de aquel año ante San Lorenzo. Por el sorteo correspondiente, resultó que se disputaría en la cancha de Newell's Old Boys, el 22 de diciembre. El conjunto canalla comenzó perdiendo gracias a un gol de Héctor Scotta a los pocos minutos de haberse iniciado el encuentro. Pero Central reaccionó, y con goles de Roberto Gramajo y de Carlos Colman a los 17 y 24 minutos respectivamente ganó el juego y se convirtió en el primer campeón nacional de AFA del interior en la era profesional, dando la vuelta olímpica en el estadio de su rival de toda la vida.
Tres años más tarde, en 1974 Newell's Old Boys se coronó campeón del Campeonato Metropolitano en cancha de Rosario Central. Aquel título es recordado por los hinchas rojinegros no solo por ser el primer título de Liga a nivel nacional de AFA en el profesionalismo, sino también por lograr la consagración en el estadio de su clásico rival. Se jugaba la última fecha del cuadrangular final, y a Newell´s le bastaba con el empate para ser campeón, mientras que Central debía ganar sí o sí para forzar un partido de desempate en cancha neutral. Así, el 2 de junio, luego de remontar un resultado de 0:2 en contra y alcanzar la paridad con un recordado zurdazo de Mario Zanabria, Newell´s ganó su primera Liga en el profesionalismo de AFA, nada menos en la cancha de Rosario Central.
| Partidos en los que Central fue campeón en cancha de Newell´s | Partidos en los que Central fue campeón en cancha de Newell´s | Partidos en los que Central fue campeón en cancha de Newell´s | Partidos en los que Central fue campeón en cancha de Newell´s | Partidos en los que Central fue campeón en cancha de Newell´s |
| Campeonato                                                    | Fecha n.º                                                     | Estadio                                                       | Rival                                                         | Resultado                                                     |
| ------------------------------------------------------------- | ------------------------------------------------------------- | ------------------------------------------------------------- | ------------------------------------------------------------- | ------------------------------------------------------------- |
| Liga Rosarina de 1914                                         | 19.ª                                                          | Parque Independencia                                          | Newell´s                                                      | 5-0                                                           |
| Liga Rosarina de 1928                                         | Final                                                         | Parque Independencia                                          | Newell´s                                                      | 1-0                                                           |
| Torneo Preparación de 1936                                    | Final                                                         | Parque Independencia                                          | Newell´s                                                      | 3-2                                                           |
| Campeonato Nacional de 1971                                   | Final                                                         | Parque Independencia                                          | San Lorenzo                                                   | 2-1                                                           |

| Partidos en los que Newell´s fue campeón en cancha de Central | Partidos en los que Newell´s fue campeón en cancha de Central | Partidos en los que Newell´s fue campeón en cancha de Central | Partidos en los que Newell´s fue campeón en cancha de Central | Partidos en los que Newell´s fue campeón en cancha de Central |
| Campeonato                                                    | Fecha n.º                                                     | Estadio                                                       | Rival                                                         | Resultado                                                     |
| ------------------------------------------------------------- | ------------------------------------------------------------- | ------------------------------------------------------------- | ------------------------------------------------------------- | ------------------------------------------------------------- |
| Liga Rosarina de 1929                                         | Final                                                         | Gigante de Arroyito                                           | Central Córdoba                                               | 2-0                                                           |
| Campeonato Metropolitano de 1974                              | 21.ª                                                          | Gigante de Arroyito                                           | Rosario Central                                               | 2-2                                                           |

## Historial estadístico
Actualizado al 16 de febrero de 2025 por el Torneo de la Liga Profesional 2025.
No existe un registro oficial sobre la totalidad de los mismos a lo largo de los más de 100 años de enfrentamientos, por lo que es habitual encontrar diferentes fuentes que intentan reflejar las instancias de cruce. Una fuente que intentó recopilar la totalidad de los mismos es el sitio web Fútbol de Rosario, que en diciembre de 2007 hizo un recuento histórico del clásico, 1905 hasta aquel 2007. El mismo recopila tanto los encuentros oficiales, como los amistosos, e incluye también los encuentros de divisiones inferiores. Cabe destacar que la misma carecen de carácter oficial, sin embargo sus datos globales coinciden con los arrojados por una publicación del diario La Capital del 16 de septiembre de 2007 y por otra de abril de 2008.
Otra fuente que intentó recopilar los mismos es la del sitio web Promiedos.com, donde detalla los clásicos oficiales disputados en Primera División al comienzo de los torneos nacionales de la AFA (1939 hasta el día de hoy) pero no incluye los referidos a partidos de Liga y/o Asociación Rosarina, ni los correspondientes a copas nacionales de la AFA ni a los pertenecientes a copas internacionales oficiales de la CONMEBOL.
A 2025, Rosario Central lleva la delantera en el historial del clásico por 20 partidos.Recopilando los datos publicados en «Historia en Azul y Amarillo», suplemento editado por el Diario La Capital de Rosario en 2010 —y que tiene su correlato en «Historia en Rojo y Negro»—, cuyo autor es el reconocido estadígrafo del fútbol rosarino Carlos Durhand, con la colaboración de Javier Parenti y Víctor Khury, se desprenden los siguientes números—se incorporan los resultados de los partidos posteriores a 2010.
| Competición                                                | P.J.  | Ganó RC | P.E. | Ganó NOB | Goles RC | Goles NOB |
| ---------------------------------------------------------- | ----- | ------- | ---- | -------- | -------- | --------- |
| Copa Libertadores de América                               | 3     | 1       | 2    | 0        | 3        | 2         |
| Copa Sudamericana                                          | 2     | 1       | 1    | 0        | 1        | 0         |
| Total partidos internacionales                             | 5     | 2       | 3    | 0        | 4        | 2         |
| Primera División de Argentina                              | 177** | 55      | 77   | 43       | 210      | 183       |
| Copa de la Liga Profesional                                | 4     | 3       | 0    | 1        | 5        | 1         |
| Copa Argentina                                             | 5     | 3       | 2    | 0        | 5        | 3         |
| Copa Centenario de la AFA                                  | 2     | 0       | 0    | 2        | 0        | 3         |
| Copa de Competencia Británica                              | 2     | 2       | 0    | 0        | 7        | 4         |
| Copa Beccar Varela                                         | 1     | 1       | 0    | 0        | 1        | 0         |
| Copa de Honor "Municipalidad de la Ciudad de Buenos Aires" | 5     | 1       | 0    | 4        | 16       | 13        |
| Copa de Competencia Jockey Club                            | 1     | 1       | 0    | 0        | 3        | 1         |
| Total partidos nacionales                                  | 196** | 65      | 79   | 50       | 245      | 207       |
| Copa Santa Fe                                              | 2     | 0       | 2    | 0        | 0        | 0         |
| Total partidos provinciales                                | 2     | 0       | 2    | 0        | 0        | 0         |
| Copa Santiago Pinasco                                      | 4*    | 0       | 2    | 2        | 3        | 10        |
| Copa Nicasio Vila                                          | 43    | 19      | 9    | 15       | 93       | 56        |
| Torneo Gobernador Luciano Molinas                          | 17    | 3       | 6    | 8        | 20       | 31        |
| Copa Damas de Caridad                                      | 2     | 1       | 0    | 1        | 0        | 1         |
| Copa Estímulo                                              | 3     | 1       | 1    | 1        | 4        | 4         |
| Torneo Preparación                                         | 4     | 3       | 1    | 0        | 8        | 4         |
| Torneo Ivancich                                            | 2     | 2       | 0    | 0        | 4        | 2         |
| Total partidos regionales                                  | 75    | 29      | 19   | 27       | 132      | 108       |
| Total partidos oficiales                                   | 279** | 97      | 103  | 77       | 383      | 318       |
| Amistosos                                                  | 87    | 33      | 24   | 30       | 168      | 154       |
| Total partidos oficiales + amistosos                       | 366   | 130     | 127  | 107      | 551      | 472       |

(*) Dentro del total se incluyen 4 encuentros disputados por la Copa Pinasco de 1905 y 1906 que corresponden a partidos de la denominada Segunda división, aunque fueran del máximo nivel de la flamante Liga Rosarina de Fútbol. Esto fue así porque entre 1900 y 1906, los clubes Atlético del Rosario y Rosario Central participaban del Torneo o Copa Competencia contra clubes de Buenos Aires y Uruguay con sus primeras alineaciones. La LRF decidió en una de sus primeras reuniones que de la Copa Pinasco no podrían participar aquellos jugadores -con excepciones reglamentadas e informales- que estuviesen o hubiesen disputado la “Copa Competencia” que organizaba la Asociación Argentina de Fútbol.
(**) La AFA les dio 2 encuentros perdidos a ambos, debido a incidentes.

### Últimos 10 partidos oficiales
| Fecha                    | Torneo                           | Estadio               | Resultado | Resultado | Resultado |
| ------------------------ | -------------------------------- | --------------------- | --------- | --------- | --------- |
| 10 de febrero de 2019    | Superliga 2018/19                | Coloso Marcelo Bielsa | Newell's  | 0-0       | Central   |
| 15 de septiembre de 2019 | Superliga 2019/20                | Gigante de Arroyito   | Central   | 1–1       | Newell's  |
| 2 de mayo de 2021        | Copa de la Liga Profesional 2021 | Gigante de Arroyito   | Central   | 3–0       | Newell's  |
| 22 de agosto de 2021     | Liga Profesional 2021            | Coloso Marcelo Bielsa | Newell's  | 1-1       | Central   |
| 20 de marzo de 2022      | Copa de la Liga Profesional 2022 | Gigante de Arroyito   | Central   | 0–1       | Newell's  |
| 21 de julio de 2022      | Liga Profesional 2022            | Gigante de Arroyito   | Central   | 1–0       | Newell's  |
| 9 de abril de 2023       | Liga Profesional 2023            | Coloso Marcelo Bielsa | Newell's  | 0-0       | Central   |
| 30 de septiembre de 2023 | Copa de la Liga Profesional 2023 | Gigante de Arroyito   | Central   | 1–0       | Newell's  |
| 24 de febrero de 2024    | Copa de la Liga Profesional 2024 | Coloso Marcelo Bielsa | Newell's  | 0–1       | Central   |
| 10 de agosto de 2024     | Liga Profesional 2024            | Gigante de Arroyito   | Central   | 1–0       | Newell's  |
| 16 de febrero de 2025    | Copa de la Liga Profesional 2025 | Coloso Marcelo Bielsa | Newell's  | 1–2       | Central   |

### Partidos oficiales por torneos de la Liga Rosarina de Fútbol y la Asociación Rosarina de Fútbol

#### Campeonatos locales
| 18 de junio de 1905 | Copa "Santiago Pinasco" 1905  | 5.ª                     | Atlético del Rosario | Central  | 0–1   | Newell's |                                                                                                  | Faustino González (')                                                                                      |
| 13 de agosto de 1905 | Copa "Santiago Pinasco" 1905  | 10.ª                    | Central              | Newell's | 2–2   | Central  |                                                                                                  | |
| 25 de mayo de 1906 | Copa "Santiago Pinasco" 1906  | 1.ª                     | Central              | Central  | 1–1   | Newell's | Daniel Green                                                                                     | Manuel González                                                                                            |
| 22 de julio de 1906 | Copa "Santiago Pinasco" 1906  | 6.ª                     | Newell's             | Newell's | 6–0   | Central  | Manuel González (x3) José Viale, Faustino González, Tomás Mooney                                 | |
| 9 de julio de 1907 | Copa "Nicasio Vila" 1907      | 4.ª                     | GyE (Rosario)        | Central  | 3–5   | Newell's | Percy Jones (36') Antonio Vázquez (40') (78')                                                    | Víctor Heitz (30', 46') Manuel González (48', 58') Hugo Mallet (53')                                       |
| 8 de septiembre de 1907 | Copa "Nicasio Vila" 1907      | 9.ª                     | Central              | Central  | 2–0   | Newell's | Antonio Vázquez (80') Percy Jones (82')                                                          | |
| 2 de agosto de 1908 | Copa "Nicasio Vila" 1908      | 4.ª                     | GyE (Rosario)        | Central  | 9–3   | Newell's | Antonio Vázquez (x4) Harry Hayes (x2) Francisco Recanzone (x2) Tito Corti                        | Manuel González (x2) Armando Ginocchio                                                                     |
| 20 de septiembre de 1908 | Copa "Nicasio Vila" 1908      | 9.ª                     | GyE (Rosario)        | Newell's | 0–3   | Central  |                                                                                                  | Harry Hayes, Antonio Vázquez, Arturo Woods                                                                 |
| 8 de agosto de 1909 | Copa "Nicasio Vila" 1909      | 4.ª                     | Central              | Central  | 2–3   | Newell's | Daniel Green (15) Harry Hayes (27)                                                               | Manuel González (7) José Viale (30', 86')                                                                  |
| 26 de septiembre de 1909 | Copa "Nicasio Vila" 1909      | 5.ª                     | GyE (Rosario)        | Newell's | 2–0   | Central  | Caraciolo González (36) Faustino González (38)                                                   | |
| 31 de julio de 1910 | Copa "Nicasio Vila" 1910      | 2.ª                     | Atlético Rosario     | Central  | 2–4   | Newell's | Lorenzo Hulme (p. 79') Harry Hayes (81')                                                         | José Viale (11', 35', 71') Manuel González (21')                                                           |
| 2 de octubre de 1910 | Copa "Nicasio Vila" 1910      | 7.ª                     | GyE (Rosario)        | Newell's | 2–1   | Central  | Manuel González (15', 30')                                                                       | Daniel Green (21')                                                                                         |
| 18 de junio de 1911 | Copa "Nicasio Vila" 1911      | 2.ª                     | GyE (Rosario)        | Central  | PP–GP | Newell's |                                                                                                  | |
| 20 de agosto de 1911 | Copa "Nicasio Vila" 1911      | 8.ª                     | Atlético Rosario     | Newell's | 2–1   | Central  | Manuel González (32', 64')                                                                       | Rafael Bordabehere (e.c. 46')                                                                              |
| 28 de julio de 1912 | Copa "Nicasio Vila" 1912      | 4.ª                     | Central              | Central  | 0–7   | Newell's |                                                                                                  | Manuel González (p. 35', 51', 67', 75') Ricardo Puig (38', 85') Ignacio Rota (e.c. 43')                    |
| 25 de mayo de 1914 | Copa "Nicasio Vila" 1914      | 5.ª                     | Central              | Central  | 6–2   | Newell's | Harry Hayes (x2) Fidel Ramíraz, Antonio Blanco (x2) Ennis Hayes                                  | Manuel González (x2)                                                                                       |
| 11 de octubre de 1914 | Copa "Nicasio Vila" 1914      | 20.ª                    | Newell's             | Newell's | 0–5   | Central  |                                                                                                  | Harry Hayes (10', 74', 80') Fidel Ramírez (43') Ennis Hayes (86')                                          |
| 25 de mayo de 1915 | Copa "Nicasio Vila" 1915      | 7.ª                     | Central              | Central  | 6–0   | Newell's | Ennis Hayes (10', 47') Harry Hayes (p. 44' , 66', 86, 89')                                       | |
| 17 de octubre de 1915 | Copa "Nicasio Vila" 1915      | 19.ª                    | Newell's             | Newell's | 0–6   | Central  |                                                                                                  | |
| 30 de julio de 1916 | Copa "Nicasio Vila" 1916      | 10.ª                    | Central              | Central  | 4–0   | Newell's |                                                                                                  | |
| 1 de noviembre de 1916 | Copa "Nicasio Vila" 1916      | 16.ª                    | Newell's             | Newell's | 0–6   | Central  |                                                                                                  | Harry Hayes (15', 20', 50') José Laiolo (42') Eduardo Blanco (56') Ennis Hayes (85)                        |
| 27 de mayo de 1917 | Copa "Nicasio Vila" 1917      | 8.ª                     | Central              | Central  | GP–PP | Newell's |                                                                                                  | |
| 9 de septiembre de 1917 | Copa "Nicasio Vila" 1917      | 17.ª                    | Newell's             | Newell's | 0–9   | Central  |                                                                                                  | José Clarke, Eduardo Blanco (x2) Alfredo Woodward (x3) Ennis Hayes, Manuel González (e. c.) Antonio Blanco |
| 12 de mayo de 1918 | Copa "Nicasio Vila" 1918      | 6.ª                     | Newell's             | Newell's | 0–1   | Central  |                                                                                                  | Harry Hayes (85')                                                                                          |
| 20 de octubre de 1918 | Copa "Nicasio Vila" 1918      | 15.ª                    | Central              | Central  | 1–0   | Newell's | Eduardo Blanco (88')                                                                             | |
| 4 de mayo de 1919 | Copa "Nicasio Vila" 1919      | 7.ª                     | Newell's             | Newell's | 2–2   | Central  | Atilio Badalini (34') Julio Libonatti (40')                                                      | Harry Hayes (2') Ennis Hayes (47')                                                                         |
| 31 de agosto de 1919 | Copa "Nicasio Vila" 1919      | 16.ª                    | Central              | Central  | 1–1   | Newell's |                                                                                                  | |
| 11 de enero de 1920 | Copa "Nicasio Vila" 1919      | Desempate por el título | GyE (Rosario)        | Central  | 3–2   | Newell's | Harry Hayes (35'', 63') Jacinto Perazzo (141')                                                   | Ernesto Celli (55') Atilio Badalini (67')                                                                  |
| 3 de junio de 1920 | Copa "Nicasio Vila" 1920      | 5.ª                     | Central              | Central  | 1–1   | Newell's | Ennis Hayes (35')                                                                                | Ernesto Celli (89')                                                                                        |
| 8 de agosto de 1920 | Copa "Nicasio Vila" 1920      | 14.ª                    | Newell's             | Newell's | GP–PP | Central  |                                                                                                  | |
| 18 de junio de 1922 | Copa "Nicasio Vila" 1922      | 10.ª                    | Newell's             | Newell's | 1–0   | Central  | Humberto Libonatti                                                                               | |
| 17 de junio de 1923 | Copa "Nicasio Vila" 1923      | 15.ª                    | Newell's             | Newell's | 1–1   | Central  | Ernesto Celli (16)                                                                               | Juan Francia (10')                                                                                         |
| 25 de noviembre de 1923 | Copa "Nicasio Vila" 1923      | 30.ª                    | Central              | Central  | GP–PP | Newell's |                                                                                                  | |
| 3 de agosto de 1924 | Copa "Nicasio Vila" 1924      | 13.ª                    | Newell's             | Newell's | 1–1   | Central  | Julio Libonatti (42)                                                                             | Antonio Macías (39)                                                                                        |
| 21 de mayo de 1925 | Copa "Nicasio Vila" 1925      | 9.ª                     | Central              | Central  | 0-3   | Newell's |                                                                                                  | Julio Libonatti, Humberto Libonatti, Santiago Guindani                                                     |
| 1 de noviembre de 1925 | Copa "Nicasio Vila" 1925      | 24.ª                    | Newell's             | Newell's | 2–2   | Central  | Armando Maurer (34) Manuel Morosano (50)                                                         | Luis Indaco (17) Florencio Sarasíbar (56, pen.)                                                            |
| 27 de junio de 1926 | Copa "Nicasio Vila" 1926      | 12.ª                    | Newell's             | Newell's | 1–1   | Central  | Vicente Aguirre                                                                                  | Armando Bertei                                                                                             |
| 14 de noviembre de 1926 | Copa "Nicasio Vila" 1926      | 27.ª                    | Central              | Central  | 4–2   | Newell's | Félix Sarasíbar (15') Miguel Castagno (e. g. 24') Armando Bertei (25', 51')                      | Humberto Libonatti (6', 10')                                                                               |
| 17 de abril de 1927 | Copa "Nicasio Vila" 1927      | 1.ª                     | Newell's             | Newell's | 0–1   | Central  |                                                                                                  | Arturo Podestá (73')                                                                                       |
| 1 de julio de 1928 | Copa "Nicasio Vila" 1928      | 10.ª                    | Newell's             | Newell's | 2–0   | Central  | Domingo Beltramini, Rafael García (60')                                                          | |
| 18 de noviembre de 1928 | Copa "Nicasio Vila" 1928      | 21.ª                    | Central              | Central  | 5–1   | Newell's | Antonio Miguel (11') Ricardo Reol (60') Armando Bertei (70', 77') Florindo Bearzotti (e. c. 73') | Juan Francia (82')                                                                                         |
| 16 de diciembre de 1928 | Copa "Nicasio Vila" 1928      | Desempate por el título | Newell's             | Newell's | 0–1   | Central  |                                                                                                  | José Podestá (42')                                                                                         |
| 2 de junio de 1929 | Copa "Nicasio Vila" 1929      | 7.ª                     | Central              | Central  | 0-1   | Newell's |                                                                                                  | Humberto Libonatti                                                                                         |
| 17 de noviembre de 1929 | Copa "Nicasio Vila" 1929      | 18.ª                    | Newell's             | Newell's | 1–0   | Central  | Rafael García                                                                                    | |
| 13 de abril de 1930 | Copa "Nicasio Vila" 1930      | 1.ª                     | Newell's             | Newell's | 0–0   | Central  |                                                                                                  | |
| 14 de septiembre de 1930 | Copa "Nicasio Vila" 1930      | 12.ª                    | Central              | Central  | 0–0   | Newell's |                                                                                                  | |
| 31 de mayo de 1931 | Copa "Nicasio Vila" 1931      | 5.ª                     | Newell's             | Newell's | 2–1   | Central  | Alfredo Chabrolín (7') Agustín Peruch (74')                                                      | Nazareno Luna (13')                                                                                        |
| 2 de agosto de 1931 | Torneo "Luciano Molinas" 1931 | 5.ª                     | Central              | Central  | 1-3   | Newell's | Arturo Podestá (p. 27)                                                                           | Agustín Peruch (20) Ignacio González (25) Pedro Galimberti (35)                                            |
| 11 de octubre de 1931 | Torneo "Luciano Molinas" 1931 | 14.ª                    | Newell's             | Newell's | 0–0   | Central  |                                                                                                  | |
| 22 de mayo de 1932 | Torneo "Luciano Molinas" 1932 | 7.ª                     | Newell's             | Newell's | 3–1   | Central  | Manuel Azurmendi (54') Napoleón Seghini (59') Ignacio González (68')                             | Sebastián Guzmán (87')                                                                                     |
| 14 de agosto de 1932 | Torneo "Luciano Molinas" 1932 | 16.ª                    | Central              | Central  | 0-3   | Newell's |                                                                                                  | Manuel Azurmendi (15', 30') Ignacio González (65)                                                          |
| 9 de octubre de 1932 | Torneo "Luciano Molinas" 1932 | 22.ª                    | Newell's             | Newell's | 2–2   | Central  | Agustín Peruch (57') Antonio Sande (e. c. 86')                                                   | Sebastián Guzmán (41') Fernando Rivas (75')                                                                |
| 14 de mayo de 1933 | Torneo "Luciano Molinas" 1933 | 4.ª                     | Central              | Central  | 2–2   | Newell's | Sebastían Guzmán (45') Enrique García (74')                                                      | Sebastián Medina (39', 90')                                                                                |
| 27 de agosto de 1933 | Torneo "Luciano Molinas" 1933 | 13.ª                    | Newell's             | Newell's | 2–0   | Central  | Rogelio Zerda (14', 77')                                                                         | |
| 8 de julio de 1934 | Torneo "Luciano Molinas" 1934 | 2.ª                     | Central              | Central  | 2-3   | Newell's | Gabino Ballesteros (55') Cayetano Potro (62')                                                    | Delfidio Giménez (21', 58') Juan Cagnotti (40')                                                            |
| 16 de septiembre de 1934 | Torneo "Luciano Molinas" 1934 | 11.ª                    | Newell's             | Newell's | 4–1   | Central  | Gabino Ballesteros (6', 27') Eduardo Gómez (44') Francisco Rúa (70')                             | Sebastián Guzmán (53')                                                                                     |
| 18 de agosto de 1935 | Torneo "Luciano Molinas" 1935 | 8.ª                     | Newell's             | Newell's | 0–1   | Central  |                                                                                                  | Sebastián Guzmán (31')                                                                                     |
| 1 de diciembre de 1935 | Torneo "Luciano Molinas" 1935 | 17.ª                    | Belgrano (Rosario)   | Central  | 1-2   | Newell's | Enrique Ricardo Hayes (7')                                                                       | Eduardo Gómez (22', 39')                                                                                   |
| 13 de septiembre de 1936 | Torneo "Luciano Molinas" 1936 | 6.ª                     | Newell's             | Newell's | 2–1   | Central  | José Costantino (50') Gabino Ballesteros (59')                                                   | Enrique Ricardo Hayes (76')                                                                                |
| 6 de diciembre de 1936 | Torneo "Luciano Molinas" 1936 | 15.ª                    | Central              | Central  | 2–2   | Newell's | Juan García (83') Arnoldo Martínez (84')                                                         | Eduardo Gómez (18') Manuel Olsina (50')                                                                    |
| 23 de mayo de 1937 | Torneo "Luciano Molinas" 1937 | 5.ª                     | Central              | Central  | 2–0   | Newell's | Benjamín Laterza (30') Felix Ferreyra (76')                                                      | |
| 18 de julio de 1937 | Torneo "Luciano Molinas" 1937 | 12.ª                    | Newell's             | Newell's | 2–2   | Central  | José Fabrini (73') Francisco Rúa (p. 80')                                                        | Salvador Laporta (57', 58')                                                                                |
| 4 de septiembre de 1938 | Torneo "Luciano Molinas" 1938 | 6.ª                     | Central              | Central  | 1–1   | Newell's | Pedro De Blasi (38')                                                                             | Ramón Ottazo (16')                                                                                         |
| 13 de noviembre de 1938 | Torneo "Luciano Molinas" 1938 | 13.ª                    | Newell's             | Newell's | 0–1   | Central  |                                                                                                  | Francisco Rodríguez (42’)                                                                                  |
| Notas - Entre 1905 y 1917, Rosario Central tenía su estadio en la manzana ubicada en el cruce de Villa Sanguinetti, delimitada por las calles Catamarca, Castellano, y Constitución. Posteriormente, entre 1919 y 1925, el club se trasladó a Parada Castellanos, con su estadio en las calles Iriondo y Central Argentino, donde hoy se encuentra el Parque Scalabrini Ortiz. Finalmente, en 1926, se inauguró su estadio actual, el Gigante de Arroyito. - Entre 1903 y 1911, Newell's Old Boys tenía su cancha en las inmediaciones de las calles Humberto I y Boulevard Avellaneda. |                               |                         |                      |          |       |          |                                                                                                  | |

#### Copas locales
| Fecha                    | Competencia                                       | Instancia               | Instancia               | Estadio       | Local    | Resultado | Visitante | Goles (L)                                                                | Goles (V)                                                     |
| ------------------------ | ------------------------------------------------- | ----------------------- | ----------------------- | ------------- | -------- | --------- | --------- | ------------------------------------------------------------------------ | ------------------------------------------------------------- |
| 26 de noviembre de 1911  | Copa de Honor "Sociedad de Damas de Caridad" 1911 | Semifinal               | Semifinal               | GyE (Rosario) | Newell's | 1–0       | Central   | Manuel González (21')                                                    |                                                               |
| 21 de noviembre de 1914  | Copa de Honor "Sociedad de Damas de Caridad" 1914 | Final                   | Final                   | Newell's      | Newell's | PP–GP     | Central   |                                                                          |                                                               |
| 26 de octubre de 1924    | Copa Estímulo 1924                                | Primera fase            | 2.ª fecha               | Central       | Central  | 0–0       | Newell's  |                                                                          |                                                               |
| 10 de enero de 1926      | Copa Estímulo 1925                                | Final                   | Final                   | Newell's      | Newell's | 3–1       | Central   | Humberto Libonatti (3') Vicente Aguirre (35') Arturo Ludueña Chini (75') | Luis Indaco (55')                                             |
| 17 de septiembre de 1933 | Copa Estímulo 1933                                | 7.ª fecha               | 7.ª fecha               | Central       | Central  | 3–1       | Newell's  | Arturo Podestá (p. 9', p. 80') Cayetano Potro (85')                      | Rogelio Zerda (26')                                           |
| 15 de abril de 1934      | Torneo Preparación 1934                           | 2.ª fecha               | 2.ª fecha               | Newell's      | Newell's | 1–3       | Central   | Manuel Azurmendi (73')                                                   | Cayetano Potro (12') Enrique García (82') Juan Cagnotti (87') |
| 2 de junio de 1935       | Torneo Preparación 1935                           | 9.ª fecha               | 9.ª fecha               | Central       | Central  | 1–1       | Newell's  | Juan Cagnotti (10')                                                      | José Fabrini (2')                                             |
| 17 de mayo de 1936       | Torneo Preparación 1936                           | 4.ª fecha               | 4.ª fecha               | Newell's      | Newell's | 0–1       | Central   |                                                                          | Enrique Ricardo Hayes (33')                                   |
| 19 de julio de 1936      | Torneo Preparación 1936                           | Desempate por el título | Desempate por el título | Newell's      | Newell's | 2–3       | Central   | Eduardo Gómez (32') Francisco Rúa (p. 55')                               | Roberto D'Alessandro (12') Aníbal Maffei (66', p. 97')        |
| 17 de octubre de 1937    | Torneo Hermenegildo Ivancich 1937                 | 7.ª fecha               | 7.ª fecha               | Central       | Central  | 2–1       | Newell's  | Aníbal Maffei (11', 78')                                                 | Plinio Guiribaldi (olímpico 59')                              |
| 12 de junio de 1938      | Torneo Hermenegildo Ivancich 1938                 | 6.ª fecha               | 6.ª fecha               | Central       | Central  | 2–1       | Newell's  | Pedro De Blasi (62') Aníbal Maffei (70')                                 | Alberto Belén (76')                                           |

Historial a nivel local
| Victorias de Rosario Central   | 29 |
| Empates                        | 19 |
| Victorias de Newell's Old Boys | 27 |
| Total                          | 75 |

### Partidos oficiales por torneos de la Federación Santafesina de Fútbol
| Fecha               | Competencia        | Instancia        | Instancia | Estadio  | Local    | Resultado    | Visitante | Goles (L) | Goles (V) |
| ------------------- | ------------------ | ---------------- | --------- | -------- | -------- | ------------ | --------- | --------- | --------- |
| 24 de julio de 2016 | Copa Santa Fe 2016 | Cuartos de final | Ida       | Newell's | Newell's | 0–0          | Central   |           |           |
| 30 de julio de 2016 | Copa Santa Fe 2016 | Cuartos de final | Vuelta    | Central  | Central  | 0–0 (p. 3-5) | Newell's  |           |           |

Historial a nivel provincial
| Victorias de Rosario Central   | 0 |
| Empates                        | 2 |
| Victorias de Newell's Old Boys | 0 |
| Total                          | 2 |

### Partidos oficiales por torneos de la Asociación del Fútbol Argentino

#### Campeonatos nacionales
| Fecha                    | Competencia                       | Fecha             | Estadio            | Local    | Resultado | Visitante | Goles (L)                                                                                         | Goles (V)                                                                                  |
| ------------------------ | --------------------------------- | ----------------- | ------------------ | -------- | --------- | --------- | ------------------------------------------------------------------------------------------------- | ------------------------------------------------------------------------------------------ |
| 18 de junio de 1939      | Campeonato 1939                   | 14.ª              | Newell's           | Newell's | 1-1       | Central   | Ángel Perucca (55')                                                                               | Alejandrino Barrios (65')                                                                  |
| 12 de noviembre de 1939  | Campeonato 1939                   | 31.ª              | Central            | Central  | 1-1       | Newell's  | Juan José Grassi (69')                                                                            | Norberto Pairoux (52')                                                                     |
| 14 de julio de 1940      | Campeonato 1940                   | 14.ª              | Newell's           | Newell's | 1-3       | Central   | Eduardo Gómez (27')                                                                               | Juan Carlos Heredia (43') Aníbal Maffei (51') Enrique Ricardo Hayes (89')                  |
| 1 de diciembre de 1940   | Campeonato 1940                   | 31.ª              | Central            | Central  | 0-2       | Newell's  |                                                                                                   | Juan Silvano Ferreyra (22') Francisco Dorado (63')                                         |
| 22 de junio de 1941      | Campeonato 1941                   | 13.ª              | Central            | Central  | 0-1       | Newell's  |                                                                                                   | René Pontoni (6')                                                                          |
| 12 de octubre de 1941    | Campeonato 1941                   | 28.ª              | Newell's           | Newell's | 5-0       | Central   | Mario Morosano (35', 38', 75') René Pontoni (68', 76')                                            |                                                                                            |
| 15 de agosto de 1943     | Campeonato 1943                   | 15.ª              | Newell's           | Newell's | 0-1       | Central   |                                                                                                   | Antonio Funes (62')                                                                        |
| 4 de diciembre de 1943   | Campeonato 1943                   | 30.ª              | Central            | Central  | 1-1       | Newell's  | Carmelo Reynoso (a.g. 47')                                                                        | Humberto Fiore (6')                                                                        |
| 11 de junio de 1944      | Campeonato 1944                   | 9.ª               | Central            | Central  | 1-3       | Newell's  | Antonio Funes (p. 57')                                                                            | Juan Silvano Ferreyra (26') Carlos Cirico (59') Humberto Fiore (82')                       |
| 8 de octubre de 1944     | Campeonato 1944                   | 24.ª              | Newell's           | Newell's | 1-1       | Central   | René Pontoni (67')                                                                                | René Olivares (40')                                                                        |
| 29 de abril de 1945      | Campeonato 1945                   | 2.ª               | Central            | Central  | 2-0       | Newell's  | Waldino Aguirre (36') Benjamín Santos (73')                                                       |                                                                                            |
| 28 de agosto de 1945     | Campeonato 1945                   | 17.ª              | Newell's           | Newell's | 1-0       | Central   | Alfredo Runzer (36')                                                                              |                                                                                            |
| 18 de agosto de 1946     | Campeonato 1946                   | 15.ª              | Newell's           | Newell's | 3-2       | Central   | Alfredo Runzer (54', 71') Arturo Buján (56')                                                      | Federico Geronis (2') Waldino Aguirre (80')                                                |
| 8 de diciembre de 1946   | Campeonato 1946                   | 30.ª              | Central            | Central  | 3-2       | Newell's  | Federico Geronis (36', 45') Benjamín Santos (57')                                                 | Ramon Moyano (1', 43')                                                                     |
| 29 de junio de 1947      | Campeonato 1947                   | 11.ª              | Newell's           | Newell's | 4-2       | Central   | Ramón Moyano (19') Norberto Toledo (23') Rafael López (39') Juan Benavídez (64')                  | Juan Eduardo Hohberg (12') Osvaldo Pérez (85')                                             |
| 19 de octubre de 1947    | Campeonato 1947                   | 26.ª              | Central            | Central  | 1-1       | Newell's  | Benjamín Santos (60')                                                                             | José María Medina (42')                                                                    |
| 8 de agosto de 1948      | Campeonato 1948                   | 15.ª              | Newell's           | Newell's | 2-0       | Central   | Antonio Giosa (38') Ramón Moyano (88')                                                            |                                                                                            |
| 11 de diciembre de 1948  | Campeonato 1948                   | 30.ª              | Central            | Central  | 3-2       | Newell's  | Eduardo La Spina (2', 61') Alberto Cazaubón (4')                                                  | Orlando Peloso (16') Elger Alarcón (73')                                                   |
| 24 de abril de 1949      | Campeonato 1949                   | 1.ª               | Central            | Central  | 2-3       | Newell's  | Luis Isidro Bravo (13', 57')                                                                      | Juan Benavídez (6', 46', 71')                                                              |
| 28 de agosto de 1949     | Campeonato 1949                   | 18.ª              | Newell's           | Newell's | 2-2       | Central   | Raúl Benavídez (53') Raúl Contini(90')                                                            | Antonio Vilariño (10') Luis Isidro Bravo (25')                                             |
| 11 de junio de 1950      | Campeonato 1950                   | 10.ª              | Newell's           | Newell's | 3-4       | Central   | Juan Contini (3', 39') Elio Montaño (68')                                                         | Eduardo L'Epíscopo (6', 78') Waldino Aguirre (25', 61')                                    |
| 12 de octubre de 1950    | Campeonato 1950                   | 27.ª              | Central            | Central  | 1-1       | Newell's  | Waldino Aguirre (12')                                                                             | Basilio Mardiza (34')                                                                      |
| 11 de mayo de 1952       | Campeonato 1952                   | 6.ª               | Central            | Central  | 0-0       | Newell's  |                                                                                                   |                                                                                            |
| 12 de octubre de 1952    | Campeonato 1952                   | 21.ª              | Newell's           | Newell's | 0-2       | Central   |                                                                                                   | Antonio Gauna (50') Juan Portaluppi (52')                                                  |
| 26 de abril de 1953      | Campeonato 1953                   | 4.ª               | Newell's           | Newell's | 1-3       | Central   | Ramón Carranza (19')                                                                              | Antonio Gauna (11', 44', 82')                                                              |
| 6 de septiembre de 1953  | Campeonato 1953                   | 19.ª              | Central            | Central  | 0-0       | Newell's  |                                                                                                   |                                                                                            |
| 11 de abril de 1954      | Campeonato 1954                   | 2.ª               | Central            | Central  | 2-0       | Newell's  | Humberto Fiore (5') Eduardo L'Epíscopo (69')                                                      |                                                                                            |
| 15 de agosto de 1954     | Campeonato 1954                   | 17.ª              | Newell's           | Newell's | 3-2       | Central   | Eduardo Bernardo (28', 63') Raúl Oscar Belén (79')                                                | Oscar Massei (p. 34') Antonio Gauna (84')                                                  |
| 14 de agosto de 1955     | Campeonato 1955                   | 13.ª              | Central            | Central  | 1-1       | Newell's  | Oscar Massei (14')                                                                                | Ricardo Ramaciotti (69')                                                                   |
| 4 de diciembre de 1955   | Campeonato 1955                   | 28.ª              | Newell's           | Newell's | 1-2       | Central   | Juan Emilio Bellotti (7')                                                                         | Roberto Appicciafuocco (19') Oscar Massei (28')                                            |
| 26 de agosto de 1956     | Campeonato 1956                   | 15.ª              | Newell's           | Newell's | 2-0       | Central   | Juan Carlos Biagioli (a.g. 7') Osvaldo Nardiello (58')                                            |                                                                                            |
| 1 de diciembre de 1956   | Campeonato 1956                   | 30.ª              | Central            | Central  | 1-2       | Newell's  | Ricardo Giménez (13')                                                                             | Raúl Oscar Belén (55') Luis Manuel Pereyra (75')                                           |
| 9 de junio de 1957       | Campeonato 1957                   | 6.ª               | Newell's           | Newell's | 1-1       | Central   | Héctor Berón (66')                                                                                | Miguel Antonio Juárez (46')                                                                |
| 29 de septiembre de 1957 | Campeonato 1957                   | 21.ª              | Central            | Central  | 3-1       | Newell's  | Oscar Mottura (8') Ricardo Giménez (34') Miguel Antonio Juárez (53')                              | José Yudica (52')                                                                          |
| 28 de septiembre de 1958 | Campeonato 1958                   | 14.ª              | Newell's           | Newell's | 1-1       | Central   | Jorge Griffa (19')                                                                                | Tomás Galván (a.g. 77')                                                                    |
| 20 de diciembre de 1958  | Campeonato 1958                   | 29.ª              | Central            | Central  | 1-0       | Newell's  | Juan Castro (67')                                                                                 |                                                                                            |
| 3 de mayo de 1959        | Campeonato 1959                   | 1.ª               | Central            | Central  | 0-0       | Newell's  |                                                                                                   |                                                                                            |
| 23 de agosto de 1959     | Campeonato 1959                   | 16.ª              | Newell's           | Newell's | 1-0       | Central   | Federico Sacchi (47')                                                                             |                                                                                            |
| 8 de mayo de 1960        | Campeonato 1960                   | 5.ª               | Newell's           | Newell's | 5-3       | Central   | Víctor Zurita (46') Federico Sacchi (48') Juan Carlos Lallana (72', 89') Esteban Sosa (79')       | Néstor Lucas Cardoso (5') Antonio Rodrígues (25', 73')                                     |
| 25 de septiembre de 1960 | Campeonato 1960                   | 20.ª              | Central            | Central  | 4-1       | Newell's  | Juan Castro (42') Francisco Rodrígues (p. 55') Antonio Rodrígues (62') Marcelo Pagani (89')       | Rubén Muñóz (22')                                                                          |
| 26 de abril de 1964      | Campeonato 1964                   | 1.ª               | Newell's           | Newell's | 0-4       | Central   |                                                                                                   | José Malleo (2', 85') Néstor Borgogno (20') Alejo Medina (60')                             |
| 30 de agosto de 1964     | Campeonato 1964                   | 16.ª              | Central            | Central  | 2-2       | Newell's  | Néstor Manfredi (60', 70')                                                                        | Mario Da Silva Zucca (9') João Cardoso (23')                                               |
| 25 de mayo de 1965       | Campeonato 1965                   | 9.ª               | Newell's           | Newell's | 1-0       | Central   | Raúl Oscar Belén (80')                                                                            |                                                                                            |
| 7 de noviembre de 1965   | Campeonato 1965                   | 26.ª              | Central            | Central  | 0-1       | Newell's  |                                                                                                   | João Cardoso (62')                                                                         |
| 19 de junio de 1966      | Campeonato 1966                   | 16.ª              | Central            | Central  | 0-0       | Newell's  |                                                                                                   |                                                                                            |
| 6 de noviembre de 1966   | Campeonato 1966                   | 35.ª              | Newell's           | Newell's | 0-2       | Central   |                                                                                                   | Héctor Pignani (5') Aldo Pedro Poy (80')                                                   |
| 19 de marzo de 1967      | Torneo Metropolitano 1967         | 3.ª               | Central            | Central  | 1-0       | Newell's  | Adolfo Bielli (74')                                                                               |                                                                                            |
| 4 de junio de 1967       | Torneo Metropolitano 1967         | 14.ª              | Newell's           | Newell's | 1-2       | Central   | Roque Avallay (41')                                                                               | Luis Giribet (17') Aldo Pedro Poy (32')                                                    |
| 14 de abril de 1968      | Torneo Metropolitano 1968         | 7.ª               | Central            | Central  | 1-1       | Newell's  | Jorge Miranda (6')                                                                                | Julio César Fernández (27')                                                                |
| 30 de junio de 1968      | Torneo Metropolitano 1968         | 18.ª              | Newell's           | Newell's | 1-1       | Newell's  | José Agustín Mesiano (13')                                                                        | Julio César Fernández (p. 26')                                                             |
| 30 de marzo de 1969      | Torneo Metropolitano 1969         | 6.ª               | Central            | Central  | 2-2       | Newell's  | Enzo Gennoni (p. 14') Nelson Silva Pacheco (p. 75')                                               | Juan Carlos Montes (47') Roque Avallay (71')                                               |
| 1 de junio de 1969       | Torneo Metropolitano 1969         | 17.ª              | Newell's           | Newell's | 0-0       | Central   |                                                                                                   |                                                                                            |
| 2 de julio de 1969       | Torneo Metropolitano 1969         | Clasificatorio    | Newell's           | Newell's | 1-0       | Central   | Roque Avallay (50')                                                                               |                                                                                            |
| 14 de septiembre de 1969 | Torneo Metropolitano 1969         | Reclasificatorio  | Newell's           | Newell's | 2-2       | Central   | Heraldo Bezerra (30') Hernán Ramírez (37')                                                        | Roberto Gramajo (15') Raúl Castronovo (47')                                                |
| 16 de noviembre de 1969  | Torneo Metropolitano 1969         | Reclasificatorio  | Central            | Central  | 0-0       | Newell's  |                                                                                                   |                                                                                            |
| 27 de julio de 1970      | Torneo Metropolitano 1970         | 21.ª              | Newell's           | Newell's | 1-1       | Central   | Alfredo Obberti (55')                                                                             | Roberto Gramajo (27')                                                                      |
| 29 de septiembre de 1970 | Torneo Nacional 1970              | 4.ª               | Central            | Central  | 3-1       | Newell's  | Aldo Pedro Poy (4', 34') Roberto Gramajo (57')                                                    | Alfredo Obberti (88')                                                                      |
| 15 de noviembre de 1970  | Torneo Nacional 1970              | 14.ª              | Newell's           | Newell's | 1-4       | Central   | Marcos Pereira Martins (70')                                                                      | Miguel Bustos (2', 27') Roberto Gramajo (p. 53', 79')                                      |
| 22 de mayo de 1971       | Torneo Metropolitano 1971         | 17.ª              | Central            | Central  | 2-2       | Newell's  | Ramón Bóveda (10') Aldo Pedro Poy (49')                                                           | Mario Zanabria (24') Alberto Fanesi (a. g. 41')                                            |
| 22 de septiembre de 1971 | Torneo Metropolitano 1971         | 36.ª              | Newell's           | Newell's | 1-2       | Central   | José Solórzano (57')                                                                              | Aurelio Pascuttini (30') Carlos Colman (80')                                               |
| 28 de noviembre de 1971  | Torneo Nacional 1971              | 11.ª              | Newell's           | Newell's | 0-0       | Central   |                                                                                                   |                                                                                            |
| 19 de diciembre de 1971  | Torneo Nacional 1971              | Semifinal         | River Plate        | Central  | 1-0       | Newell's  | Aldo Pedro Poy (54')                                                                              |                                                                                            |
| 27 de febrero de 1972    | Torneo Metropolitano 1972         | 1.ª               | Newell's           | Newell's | 1-0       | Central   | Mario Mendoza (73')                                                                               |                                                                                            |
| 4 de junio de 1972       | Torneo Metropolitano 1972         | 18.ª              | Central            | Central  | 0-0       | Newell's  |                                                                                                   |                                                                                            |
| 2 de diciembre de 1972   | Torneo Nacional 1972              | 11.ª              | Newell's           | Newell's | 1-0       | Central   | Juan Ramón Rocha (14')                                                                            |                                                                                            |
| 4 de abril de 1973       | Torneo Metropolitano 1973         | 5.ª               | Central            | Central  | 4-1       | Newell's  | Víctor Jara (a.g. 24') Daniel Aricó (44') Aurelio Pascuttini (57') Rubén Norberto Rodríguez (60') | Daniel Marangoni (63')                                                                     |
| 15 de julio de 1973      | Torneo Metropolitano 1973         | 21.ª              | Newell's           | Newell's | 0-1       | Central   |                                                                                                   | Carlos Aimar (11')                                                                         |
| 31 de octubre de 1973    | Torneo Nacional 1973              | 7.ª               | Newell's           | Newell's | 1-1       | Central   | Osvaldo Cerqueiro (23')                                                                           | Roberto Cabral (13')                                                                       |
| 26 de febrero de 1974    | Torneo Metropolitano 1974         | 5.ª               | Newell's           | Newell's | 4-2       | Central   | Santiago Santamaría (p. 17', 39') Mario Zanabria (25') José Berta (54')                           | Roberto Cabral (41') Carlos Aimar (46')                                                    |
| 28 de abril de 1974      | Torneo Metropolitano 1974         | 14.ª              | Central            | Central  | 3-0       | Newell's  | Carlos Aimar (5') Roberto Cabral (12') Ramón Bóveda (48')                                         |                                                                                            |
| 2 de junio de 1974       | Torneo Metropolitano 1974         | 3.ª - Ronda final | Central            | Central  | 2-2       | Newell's  | Gabriel Arias (45') Carlos Aimar (69')                                                            | Armando Capurro (71') Mario Zanabria (81')                                                 |
| 15 de septiembre de 1974 | Torneo Nacional 1974              | 9.ª               | Newell's           | Newell's | 0-0       | Central   |                                                                                                   |                                                                                            |
| 24 de noviembre de 1974  | Torneo Nacional 1974              | 18.ª              | Central            | Central  | 0-0       | Newell's  |                                                                                                   |                                                                                            |
| 4 de diciembre de 1974   | Torneo Nacional 1974              | 2.ª - Ronda final | Newell's           | Newell's | 2-2       | Central   | Sergio Robles (p. 62') Arsenio Ribeca (82')                                                       | Roberto Cabral (8') Mario Kempes (70')                                                     |
| 30 de diciembre de 1974  | Liguilla Pre-Libertadores 1974    | 2.ª               | Central            | Central  | 2-0       | Newell's  | Mario Kempes (28') Roberto Cabral (80')                                                           |                                                                                            |
| 6 de abril de 1975       | Torneo Metropolitano 1975         | 13.ª              | Newell's           | Newell's | 1-1       | Central   | Jorge Valdano (34')                                                                               | Roberto Carril (58')                                                                       |
| 20 de julio de 1975      | Torneo Metropolitano 1975         | 32.ª              | Central            | Central  | 1-1       | Newell's  | Aurelio Pascuttini (62')                                                                          | Sergio Robles (14')                                                                        |
| 21 de septiembre de 1975 | Torneo Nacional 1975              | 1.ª               | Central            | Central  | 3-0       | Newell's  | Mario Kempes (4', 32', 66')                                                                       |                                                                                            |
| 26 de octubre de 1975    | Torneo Nacional 1975              | 9.ª               | Newell's           | Newell's | 1-1       | Central   | Sergio Robles (69')                                                                               | Mario Kempes (84')                                                                         |
| 14 de marzo de 1976      | Torneo Metropolitano 1976         | 6.ª               | Newell's           | Newell's | 1-1       | Central   | José Antonio Palacios (28')                                                                       | Ignacio Ramón Peña (47')                                                                   |
| 16 de mayo de 1976       | Torneo Metropolitano 1976         | 16.ª              | Atlanta            | Central  | 1-1       | Newell's  | José Romero (84')                                                                                 | Sergio Robles (74')                                                                        |
| 1 de agosto de 1976      | Torneo Metropolitano 1976         | 9.ª - Ronda final | Central            | Central  | 0-0       | Newell's  |                                                                                                   |                                                                                            |
| 29 de septiembre de 1976 | Torneo Nacional 1976              | 4.ª               | Central            | Central  | 1-1       | Newell's  | Aurelio Pascuttini (53')                                                                          | Juan José Irigoyen (28')                                                                   |
| 21 de noviembre de 1976  | Torneo Nacional 1976              | 13.ª              | Newell's           | Newell's | 2-0       | Central   | Juan Ramón Rocha (10') Horacio Abel Moyano (18')                                                  |                                                                                            |
| 25 de mayo de 1977       | Torneo Metropolitano 1977         | 15.ª              | Newell's           | Central  | 1-1       | Newell's  | Miguel Benito (69')                                                                               | Sergio Robles (20')                                                                        |
| 16 de octubre de 1977    | Torneo Metropolitano 1977         | 38.ª              | Newell's           | Newell's | 2-1       | Central   | Héctor Montes (13') Hugo Sánchez (87')                                                            | Raúl Agüero (25')                                                                          |
| 14 de mayo de 1978       | Torneo Metropolitano 1978         | 14.ª              | Newell's           | Central  | 3-1       | Newell's  | Carlos Aimar (51') Guillermo Trama (60') Oscar Coullery (85')                                     | Sergio Robles (77')                                                                        |
| 1 de octubre de 1978     | Torneo Metropolitano 1978         | 35.ª              | Newell's           | Newell's | 3-1       | Central   | Américo Gallego (9') Roque Alfaro (33') Hugo Paulino Sánchez (50')                                | Guillermo Trama (31')                                                                      |
| 30 de septiembre de 1979 | Torneo Nacional 1979              | 5.ª               | Central            | Central  | 2-2       | Newell's  | Félix Orte (15') Guillermo Trama (43')                                                            | Víctor Rogelio Ramos (30') José Petti (47')                                                |
| 18 de noviembre de 1979  | Torneo Nacional 1979              | 12.ª              | Newell's           | Newell's | 0-1       | Central   |                                                                                                   | Edgardo Bauza (27')                                                                        |
| 16 de febrero de 1980    | Torneo Metropolitano 1980         | 2.ª               | Central            | Central  | 0-3       | Newell's  |                                                                                                   | Roque Alfaro (51') Héctor Casimiro Yazalde (p. 52', 89')                                   |
| 4 de junio de 1980       | Torneo Metropolitano 1980         | 21.ª              | Newell's           | Newell's | 0-1       | Central   |                                                                                                   | Jorge Alberto García (47')                                                                 |
| 7 de septiembre de 1980  | Torneo Nacional 1980              | 1.ª               | Newell's           | Newell's | 1-0       | Central   | Hugo Talavera (66')                                                                               |                                                                                            |
| 26 de octubre de 1980    | Torneo Nacional 1980              | 8.ª               | Central            | Central  | 2-1       | Newell's  | Víctor Marchetti (10', 27')                                                                       | Héctor Casimiro Yazalde (16')                                                              |
| 7 de diciembre de 1980   | Torneo Nacional 1980              | Semifinal         | Central            | Central  | 3-0       | Newell's  | Juan Carlos Ghielmetti (33') José Luis Gaitán (39') Víctor Marchetti (71')                        |                                                                                            |
| 14 de diciembre de 1980  | Torneo Nacional 1980              | Semifinal         | Newell's           | Newell's | 1-0       | Central   | Santiago Santamaría (p. 39')                                                                      |                                                                                            |
| 15 de marzo de 1981      | Torneo Metropolitano 1981         | 5.ª               | Newell's           | Newell's | 3-0       | Central   | Daniel Killer (29') Santiago Santamaría (21') Enzo Bulleri (80')                                  |                                                                                            |
| 10 de junio de 1981      | Torneo Metropolitano 1981         | 22.ª              | Central            | Central  | 0-0       | Newell's  |                                                                                                   |                                                                                            |
| 30 de septiembre de 1981 | Torneo Nacional 1981              | 4.ª               | Central            | Central  | 3-1       | Newell's  | Edgardo Bauza (p. 57', 59') José Iglesias (65')                                                   | José Petti (7')                                                                            |
| 8 de noviembre de 1981   | Torneo Nacional 1981              | 11.ª              | Newell's           | Newell's | 1-1       | Central   | Santiago Santamaría (p. 44')                                                                      | Edgardo Bauza (p. 14')                                                                     |
| 7 de marzo de 1982       | Torneo Nacional 1982              | 5.ª               | Newell's           | Newell's | 2-1       | Central   | Santiago Santamaría (p. 68', 77')                                                                 | Héctor Chazarreta (36')                                                                    |
| 25 de abril de 1982      | Torneo Nacional 1982              | 13.ª              | Central            | Central  | 2-1       | Newell's  | Edgardo Bauza (19', p. 87')                                                                       | Santiago Santamaría (p. 44')                                                               |
| 30 de agosto de 1982     | Torneo Metropolitano 1982         | 8.ª               | Newell's           | Newell's | 1-1       | Central   | Víctor Rogelio Ramos (31')                                                                        | Edgardo Bauza (68')                                                                        |
| 5 de diciembre de 1982   | Torneo Metropolitano 1982         | 27.ª              | Central            | Central  | 1-1       | Newell's  | Gerardo Manuel González (36')                                                                     | Santiago Santamaría (67')                                                                  |
| 14 de mayo de 1983       | Torneo Nacional 1983              | Octavos de final  | Newell's           | Newell's | 0-0       | Central   |                                                                                                   |                                                                                            |
| 19 de mayo de 1983       | Torneo Nacional 1983              | Octavos de final  | Central            | Central  | 2-0       | Newell's  | Darío Campagna (71') Claudio Scalise (86')                                                        |                                                                                            |
| 20 de junio de 1983      | Torneo Metropolitano 1983         | 2.ª               | Central            | Central  | 2-1       | Newell's  | Claudio Scalise (6') Alfredo Killer (21')                                                         | Víctor Rogelio Ramos (84')                                                                 |
| 9 de octubre de 1983     | Torneo Metropolitano 1983         | 21.ª              | Newell's           | Newell's | 3-3       | Central   | Víctor Rogelio Ramos (42') Rubén Ciraolo (79', 81')                                               | José Reinaldi (37') Gerardo Manuel González (55') Claudio Scalise (57')                    |
| 22 de abril de 1984      | Torneo Metropolitano 1984         | 4.ª               | Newell's           | Newell's | 2-1       | Central   | Ricardo Santillán (12') Gustavo Dezotti (70')                                                     | Gerardo Manuel González (80')                                                              |
| 23 de septiembre de 1984 | Torneo Metropolitano 1984         | 23.ª              | Central            | Central  | 0-0       | Newell's  |                                                                                                   |                                                                                            |
| 17 de agosto de 1986     | Campeonato 1986/87                | 6.ª               | Central            | Central  | 0-0       | Newell's  |                                                                                                   |                                                                                            |
| 25 de enero de 1987      | Campeonato 1986/87                | 25.ª              | Newell's           | Newell's | 0-0       | Central   |                                                                                                   |                                                                                            |
| 20 de septiembre de 1987 | Campeonato 1987/88                | 4.ª               | Central            | Central  | 1-0       | Newell's  | Claudio Scalise (48')                                                                             |                                                                                            |
| 12 de febrero de 1988    | Campeonato 1987/88                | 23.ª              | Newell's           | Newell's | 1-0       | Central   | Gustavo Dezotti (22')                                                                             |                                                                                            |
| 27 de noviembre de 1988  | Campeonato 1988/89                | 13.ª              | Newell's           | Newell's | PP-PP     | Central   |                                                                                                   |                                                                                            |
| 23 de abril de 1989      | Campeonato 1988/89                | 32.ª              | Central            | Central  | 2-1       | Newell's  | Ariel Cuffaro Russo (72') Edgardo Bauza (89')                                                     | Juan José Rossi (74')                                                                      |
| 10 de junio de 1989      | Liguilla Pre-Libertadores 1988-89 | Primera Ronda     | Vélez Sarsfield    | Central  | 1-1       | Newell's  | Osvaldo Escudero (83')                                                                            | Gerardo Martino (46')                                                                      |
| 14 de junio de 1989      | Liguilla Pre-Libertadores 1988-89 | Primera Ronda     | Ferro Carril Oeste | Central  | 3-5       | Newell's  | Juan Manuel Llop (a.g. 9') Juan Antonio Pizzi (62') Edgardo Bauza (88')                           | Adrián Taffarel (33', 49') Gabriel Batistuta (52', 90') Víctor Rogelio Ramos (83')         |
| 10 de diciembre de 1989  | Campeonato 1989/90                | 19.ª              | Newell's           | Newell's | 2-2       | Central   | Ariel Cozzoni (24', 64')                                                                          | Pedro Uliambre (75') Amadeo Gasparini (80')                                                |
| 20 de mayo de 1990       | Campeonato 1989/90                | 38.ª              | Central            | Central  | PP-PP     | Newell's  |                                                                                                   |                                                                                            |
| 8 de octubre de 1990     | Campeonato 1990/91                | 8.ª               | Central            | Central  | 3-4       | Newell's  | David Bisconti (p. 45', 79', 89')                                                                 | Fernando Gamboa (16') Julio Alberto Zamora (39') Cristian Ruffini (46') Lorenzo Sáez (87') |
| 14 de abril de 1991      | Campeonato 1990/91                | 16.ª              | Newell's           | Newell's | 4-0       | Central   | Mauricio Pochettino (21') Ariel Cozzoni (41', 85') Fabián Garfagnoli (78')                        |                                                                                            |
| 15 de septiembre de 1991 | Torneo Apertura 1991              | 3.ª               | Central            | Central  | 1-0       | Newell's  | Marcelo Delgado (22')                                                                             |                                                                                            |
| 8 de marzo de 1992       | Torneo Clausura 1992              | 3.ª               | Newell's           | Newell's | 1-0       | Central   | Cristian Domizzi (10')                                                                            |                                                                                            |
| 7 de octubre de 1992     | Torneo Apertura 1992              | 2.ª               | Central            | Central  | 2-1       | Newell's  | José Luis Rodríguez (67') Hugo Galloni (73')                                                      | Ricardo Lunari (30')                                                                       |
| 28 de febrero de 1993    | Torneo Clausura 1993              | 2.ª               | Newell's           | Newell's | 1-1       | Central   | Eduardo Berizzo (25')                                                                             | José Luis Rodríguez (p. 89')                                                               |
| 19 de septiembre de 1993 | Torneo Apertura 1993              | 2.ª               | Newell's           | Newell's | 1-1       | Central   | Iván Gabrich (15')                                                                                | Alex Rossi (10')                                                                           |
| 6 de abril de 1994       | Torneo Clausura 1994              | 2.ª               | Central            | Central  | 0-0       | Newell's  |                                                                                                   |                                                                                            |
| 2 de octubre de 1994     | Torneo Apertura 1994              | 5.ª               | Central            | Central  | 0-0       | Newell's  |                                                                                                   |                                                                                            |
| 26 de marzo de 1995      | Torneo Clausura 1995              | 5.ª               | Newell's           | Newell's | 1-1       | Central   | Leonardo Biagini (22')                                                                            | Darío Scotto (87')                                                                         |
| 12 de noviembre de 1995  | Torneo Apertura 1995              | 14.ª              | Central            | Central  | 2-0       | Newell's  | Horacio Carbonari (27') Omar Palma (63')                                                          |                                                                                            |
| 23 de junio de 1996      | Torneo Clausura 1996              | 14.ª              | Central            | Newell's | 2-0       | Central   | Iván Gabrich (29') Bruno Marioni (54')                                                            |                                                                                            |
| 3 de noviembre de 1996   | Torneo Apertura 1996              | 10.ª              | Central            | Central  | 1-1       | Newell's  | Damián Facciuto (20')                                                                             | Mauro Gerk (9')                                                                            |
| 4 de mayo de 1997        | Torneo Clausura 1997              | 10.ª              | Newell's           | Newell's | 0-0       | Central   |                                                                                                   |                                                                                            |
| 23 de noviembre de 1997  | Torneo Apertura 1997              | 14.ª              | Central            | Central  | 4-0       | Newell's  | Rubén Da Silva (2') Eduardo Coudet (35') Marcelo Carracedo (45') Horacio Carbonari (60')          |                                                                                            |
| 3 de mayo de 1998        | Torneo Clausura 1998              | 14.ª              | Newell's           | Newell's | 0-0       | Central   |                                                                                                   |                                                                                            |
| 9 de agosto de 1998      | Torneo Apertura 1998              | 1.ª               | Central            | Central  | 1-1       | Newell's  | Germán Rivarola (53')                                                                             | Julio Alberto Zamora (36')                                                                 |
| 7 de marzo de 1999       | Torneo Clausura 1999              | 1.ª               | Newell's           | Newell's | 4-1       | Central   | Fernando Crosa (8') Germán Real (21', 47') Julio César Saldaña (53')                              |                                                                                            |
| 22 de agosto de 1999     | Torneo Apertura 1999              | 3.ª               | Newell's           | Newell's | 1-1       | Central   | Germán Real (65')                                                                                 | Ezequiel González (50')                                                                    |
| 27 de febrero de 2000    | Torneo Clausura 2000              | 3.ª               | Central            | Central  | 1-1       | Newell's  | Juan Antonio Pizzi (38')                                                                          | Fabricio Fuentes (79')                                                                     |
| 3 de diciembre de 2000   | Torneo Apertura 2000              | 17.ª              | Newell's           | Newell's | 0-0       | Central   |                                                                                                   |                                                                                            |
| 27 de mayo de 2001       | Torneo Clausura 2001              | 17.ª              | Central            | Central  | 1-2       | Newell's  | Fernando Pierucci (19')                                                                           | Nicolás Pavlovich (18') Julio César Saldaña (86')                                          |
| 11 de noviembre de 2001  | Torneo Apertura 2001              | 13.ª              | Newell's           | Newell's | 1-1       | Central   | Nicolás Pavlovich (51')                                                                           | Hernán Encina (5')                                                                         |
| 14 de abril de 2002      | Torneo Clausura 2002              | 13.ª              | Central            | Central  | 0-0       | Newell's  |                                                                                                   |                                                                                            |
| 1 de septiembre de 2002  | Torneo Apertura 2002              | 6.ª               | Newell's           | Newell's | 0-2       | Central   |                                                                                                   | Luciano Figueroa (40') Gustavo Arriola (87')                                               |
| 22 de marzo de 2003      | Torneo Clausura 2003              | 6.ª               | Central            | Central  | 3-0       | Newell's  | Luciano Figueroa (39') Mariano Messera (58') César Delgado (84')                                  |                                                                                            |
| 19 de octubre de 2003    | Torneo Apertura 2003              | 10.ª              | Newell's           | Newell's | 1-1       | Central   | Jairo Patiño (52')                                                                                | Leonardo Talamonti (77')                                                                   |
| 18 de abril de 2004      | Torneo Clausura 2004              | 10.ª              | Central            | Central  | 0-0       | Newell's  |                                                                                                   |                                                                                            |
| 22 de agosto de 2004     | Torneo Apertura 2004              | 2.ª               | Central            | Central  | 0-1       | Newell's  |                                                                                                   | Julián Maidana (76')                                                                       |
| 20 de febrero de 2005    | Torneo Clausura 2005              | 2.ª               | Newell's           | Newell's | 0-0       | Central   |                                                                                                   |                                                                                            |
| 6 de noviembre de 2005   | Torneo Apertura 2005              | 13.ª              | Newell's           | Newell's | 2-1       | Central   | Ariel Ortega (p. 54') Ezequiel Garay (71')                                                        | Germán Rivarola (45')                                                                      |
| 2 de abril de 2006       | Torneo Clausura 2006              | 13.ª              | Central            | Central  | 0-0       | Newell's  |                                                                                                   |                                                                                            |
| 29 de octubre de 2006    | Torneo Apertura 2006              | 13.ª              | Central            | Central  | 4-1       | Newell's  | Eduardo Coudet (18') Paulo Wanchope (36') Marco Ruben (45') Kily González (p. 79')                | Carlos Araujo (48')                                                                        |
| 6 de mayo de 2007        | Torneo Clausura 2007              | 13.ª              | Newell's           | Newell's | 1-0       | Central   | Óscar Cardozo (68')                                                                               |                                                                                            |
| 16 de septiembre de 2007 | Torneo Apertura 2007              | 9.ª               | Newell's           | Newell's | 0-1       | Central   |                                                                                                   | Martín Arzuaga (p. 73')                                                                    |
| 5 de abril de 2008       | Torneo Clausura 2008              | 9.ª               | Central            | Central  | 0-1       | Newell's  |                                                                                                   | Santiago Salcedo (41')                                                                     |
| 2 de noviembre de 2008   | Torneo Apertura 2008              | 13.ª              | Newell's           | Newell's | 1-0       | Central   | Rolando Schiavi (p. 21')                                                                          |                                                                                            |
| 10 de mayo de 2009       | Torneo Clausura 2009              | 13.ª              | Central            | Central  | 1-1       | Newell's  | Emilio Zelaya (80')                                                                               | Mauro Formica (66')                                                                        |
| 22 de noviembre de 2009  | Torneo Apertura 2009              | 15.ª              | Newell's           | Newell's | 2-2       | Central   | Joaquín Boghossian (15') Jorge Achucarro (27')                                                    | Gervasio Núñez (11') Diego Chitzoff (12')                                                  |
| 18 de abril de 2010      | Torneo Clausura 2010              | 15.ª              | Central            | Central  | 1-1       | Newell's  | Diego Braghieri (2')                                                                              | Rolando Schiavi (p. 15')                                                                   |
| 20 de octubre de 2013    | Torneo Inicial 2013               | 12.ª              | Central            | Central  | 2-1       | Newell's  | Alejandro Donatti (11') Hérnan Encina (29')                                                       | Maximiliano Rodríguez (15')                                                                |
| 6 de abril de 2014       | Torneo Final 2014                 | 12.ª              | Newell's           | Newell's | 0-1       | Central   |                                                                                                   | Franco Niell (47')                                                                         |
| 19 de octubre de 2014    | Transición 2014                   | 12.ª              | Central            | Central  | 2-0       | Newell's  | Franco Niell (29') Nery Domínguez (37')                                                           |                                                                                            |
| 26 de julio de 2015      | Campeonato 2015                   | 18.ª              | Newell's           | Newell's | 0-1       | Central   |                                                                                                   | Marco Ruben (68')                                                                          |
| 13 de septiembre de 2015 | Campeonato 2015                   | 24.ª              | Central            | Central  | 0-0       | Newell's  |                                                                                                   |                                                                                            |
| 14 de febrero de 2016    | Transición 2016                   | 2.ª               | Central            | Central  | 2-0       | Newell's  | Marcelo Larrondo (56') Marco Ruben (90'+1')                                                       |                                                                                            |
| 24 de abril de 2016      | Transición 2016                   | 12.ª              | Newell's           | Newell's | 0-0       | Central   |                                                                                                   |                                                                                            |
| 23 de octubre de 2016    | Campeonato 2016/17                | 7.ª               | Central            | Central  | 0-1       | Newell's  |                                                                                                   | Maximiliano Rodríguez (90'+3')                                                             |
| 14 de mayo de 2017       | Campeonato 2016/17                | 24.ª              | Newell's           | Newell's | 1-3       | Central   | Mauro Formica (89')                                                                               | Federico Carrizo (10') Marco Ruben (31') Germán Herrera (90'+1')                           |
| 10 de diciembre de 2017  | Superliga 2017/18                 | 12.ª              | Central            | Central  | 1-0       | Newell's  | Germán Herrera (2')                                                                               |                                                                                            |
| 10 de febrero de 2019    | Superliga 2018/19                 | 18.ª              | Newell's           | Newell's | 0-0       | Central   |                                                                                                   |                                                                                            |
| 15 de septiembre de 2019 | Superliga 2019/20                 | 6.ª               | Central            | Central  | 1-1       | Newell's  | Claudio Riaño (68')                                                                               | Cristian Lema (66')                                                                        |
| 22 de agosto de 2021     | Liga Profesional 2021             | 7.ª               | Newell's           | Newell's | 1-1       | Central   | Nicolás Castro (60')                                                                              | Damián Martínez (53')                                                                      |
| 21 de julio de 2022      | Liga Profesional 2022             | 9.ª               | Central            | Central  | 1-0       | Newell's  | Alejo Veliz (45'+1')                                                                              |                                                                                            |
| 9 de abril de 2023       | Liga Profesional 2023             | 10.ª              | Newell's           | Newell's | 0-0       | Central   |                                                                                                   |                                                                                            |
| 10 de agosto de 2024     | Liga Profesional 2024             | 10.ª              | Central            | Central  | 1-0       | Newell's  | Facundo Mallo (83')                                                                               |                                                                                            |
| 16 de febrero de 2025    | Torneo Apertura 2025              | 6.ª               | Newell's           | Newell's | 1-2       | Central   | Éver Banega (87')                                                                                 | Gaspar Duarte (16') Jáminton Campaz (63')                                                  |
| 2025                     | Torneo Clausura 2025              | 6.ª               | Central            | Central  | -         | Newell's  |                                                                                                   |                                                                                            |

#### Copas nacionales
| Fecha                    | Competencia                                                     | Instancia        | Instancia        | Estadio          | Local    | Resultado | Visitante | Goles (L)                                                             | Goles (V)                                                               |
| ------------------------ | --------------------------------------------------------------- | ---------------- | ---------------- | ---------------- | -------- | --------- | --------- | --------------------------------------------------------------------- | ----------------------------------------------------------------------- |
| 19 de julio de 1909      | Copa de Honor "Municipalidad de la Ciudad de Buenos Aires" 1909 | Octavos de final | Octavos de final | Central          | Central  | 2-3       | Newell's  | Juan Enrique Hayes (35') Antonio Vázquez (75')                        | Manuel González (20', 60', 70')                                         |
| 30 de julio de 1911      | Copa de Honor "Municipalidad de la Ciudad de Buenos Aires" 1911 | Cuartos de final | Cuartos de final | Atlético Rosario | Central  | 1-2       | Newell's  | Daniel Green (p)                                                      | José Viale (x2)                                                         |
| 20 de octubre de 1912    | Copa de Honor "Municipalidad de la Ciudad de Buenos Aires" 1912 | Cuartos de final | Cuartos de final | Central          | Central  | 3-5       | Newell's  | Juan Sánchez (x3)                                                     | Manuel González (x5)                                                    |
| 29 de junio de 1916      | Copa de Honor "Municipalidad de la Ciudad de Buenos Aires" 1916 | Octavos de final | Octavos de final | Newell's         | Central  | 8–0       | Newell's  | José Laiolo (x3) Antonio Blanco (x2) Ernesto Hayes (x2) Fidel Ramírez |                                                                         |
| 9 de junio de 1918       | Copa de Competencia "Jockey Club" 1918                          | Octavos de final | Octavos de final | Newell's         | Newell's | 1-3       | Central   | Atilio Badalini (14')                                                 | Juan Enrique Hayes (22', 67') Antonio Blanco (52')                      |
| 4 de agosto de 1918      | Copa de Honor "Municipalidad de la Ciudad de Buenos Aires" 1918 | Cuartos de final | Cuartos de final | Newell's         | Newell's | 3-0       | Central   | Atilio Badalini (x2) Juan Francia                                     |                                                                         |
| 19 de noviembre de 1933  | Copa de Honor "Dr. Adrián Beccar Varela" 1933                   | Primera fase     | 2.ª              | Newell's         | Newell's | 0-1       | Central   |                                                                       | Enrique García (1')                                                     |
| 14 de abril de 1946      | Copa de Competencia Británica George VI 1946                    | Octavos de final | Octavos de final | Newell's         | Newell's | 2-4       | Central   | Ernesto Ferreyra (52') Alfredo Runzer (53')                           | Rubén Marracino (57', 85') Waldino Aguirre (p. 80') Osvaldo Pérez (89') |
| 4 de abril de 1948       | Copa de Competencia Británica George VI 1948                    | Octavos de final | Octavos de final | Newell's         | Newell's | 2-3       | Central   | José María Arnaldo (25') Juan Benavídez (69')                         | Luis Isidro Bravo (30', 70') Benjamín Santos (79')                      |
| 12 de febrero de 1969    | Copa Argentina 1969                                             | Octavos de final | Octavos de final | Central          | Central  | 0-0       | Newell's  |                                                                       |                                                                         |
| 15 de febrero de 1969    | Copa Argentina 1969                                             | Octavos de final | Octavos de final | Newell's         | Newell's | 2-3       | Central   | Heraldo Bezerra (5') Jaime Martinoli (37')                            | Carlos Griguol (8') Enzo Gennoni (27') Raúl Castronovo (85')            |
| 11 de marzo de 1970      | Copa Argentina 1970                                             | Octavos de final | Octavos de final | Central          | Central  | 1-0       | Newell's  | Agustín Balbuena (22')                                                |                                                                         |
| 14 de marzo de 1970      | Copa Argentina 1970                                             | Octavos de final | Octavos de final | Newell's         | Newell's | 0-0       | Central   |                                                                       |                                                                         |
| 27 de junio de 1993      | Copa Centenario de la Asociación de Fútbol Argentino 1993       | Primera Fase     | Primera Fase     | Newell's         | Newell's | 2-0       | Central   | Diego Garay (36') Fernando Calcaterra (42')                           |                                                                         |
| 4 de julio de 1993       | Copa Centenario de la Asociación de Fútbol Argentino 1993       | Primera Fase     | Primera Fase     | Central          | Central  | 0-1       | Newell's  |                                                                       | Diego Castagno Suárez (70')                                             |
| 1 de noviembre de 2018   | Copa Argentina 2017/18                                          | Cuartos de final | Cuartos de final | Arsenal          | Central  | 2-1       | Newell's  | Germán Herrera (63') Fernando Zampedri (68')                          | Joaquin Torres (90'+4')                                                 |
| 2 de mayo de 2021        | Copa de la Liga Profesional 2021                                | Primera fase     | 12.ª             | Central          | Central  | 3-0       | Newell's  | Marco Ruben (17') Nicolás Ferreyra (61') Luca Martínez Dupuy (80')    |                                                                         |
| 20 de marzo de 2022      | Copa de la Liga Profesional 2022                                | Primera fase     | 7.ª              | Central          | Central  | 0-1       | Newell's  |                                                                       | Juan Manuel García (51')                                                |
| 30 de septiembre de 2023 | Copa de la Liga Profesional 2023                                | Primera fase     | 7.ª              | Central          | Central  | 1-0       | Newell's  | Ignacio Malcorra (86')                                                |                                                                         |
| 24 de febrero de 2024    | Copa de la Liga Profesional 2024                                | Primera fase     | 7.ª              | Newell's         | Newells  | 0-1       | Central   |                                                                       | Ignacio Malcorra (53´)                                                  |

Historial a nivel nacional
| Victorias de Rosario Central   | 65  |
| Empates                        | 78  |
| Victorias de Newell's Old Boys | 50  |
| Total                          | 196 |

### Partidos oficiales por torneos de la Confederación Sudamericana de Fútbol
| Fecha                 | Competencia            | Instancia     | Instancia | Estadio  | Local    | Resultado | Visitante | Goles (L)              | Goles (V)            |
| --------------------- | ---------------------- | ------------- | --------- | -------- | -------- | --------- | --------- | ---------------------- | -------------------- |
| 28 de febrero de 1975 | Copa Libertadores 1975 | Primera Fase  | F. 1      | Central  | Central  | 1-1       | Newell's  | Gabriel Arias (p. 26') | Arsenio Ribeca (43') |
| 21 de marzo de 1975   | Copa Libertadores 1975 | Primera Fase  | F. 4      | Newell's | Newell's | 1-1       | Central   | Miguel Giachello (11') | Roberto Cabral (84') |
| 11 de abril de 1975   | Copa Libertadores 1975 | Primera Fase  | Desempate | Central  | Central  | 1–0       | Newell's  | Mario Kempes (22')     |                      |
| 18 de agosto de 2005  | Copa Sudamericana 2005 | Primera Ronda | Ida       | Newell's | Newell's | 0-0       | Central   |                        |                      |
| 29 de agosto de 2005  | Copa Sudamericana 2005 | Primera Ronda | Vuelta    | Central  | Central  | 1–0       | Newell's  | Germán Rivarola (45')  |                      |

Historial a nivel internacional
| Victorias de Rosario Central   | 2 |
| Empates                        | 3 |
| Victorias de Newell's Old Boys | 0 |
| Total                          | 5 |

### Amistosos
| Fecha                   | Competencia                                        | Estadio                      | Local    | Resultado | Visitante | Goles (L)                                                                             | Goles (V)                                                                                  |
| ----------------------- | -------------------------------------------------- | ---------------------------- | -------- | --------- | --------- | ------------------------------------------------------------------------------------- | ------------------------------------------------------------------------------------------ |
| 28 de abril de 1907     | Amistoso                                           |                              | Newell's | 0–10      | Central   |                                                                                       |                                                                                            |
| 25 de marzo de 1908     | Amistoso                                           | Provincial (Rosario)         | Newell's | 6–3       | Central   | Manuel González (3') Caracciolo González (12', 54', 59', 89') Armando Ginocchio (63') | Federico Pupplet (23') Antonio Vázquez (24') Harry Hayes (85')                             |
| 3 de abril de 1910      | Amistoso                                           | Central                      | Central  | 3–2       | Newell's  | Federico Pupplet (8') Percy Jones (78') Harry Hayes (88')                             | H. Boado (34') Manuel González (71')                                                       |
| 19 de noviembre de 1911 | Amistoso                                           | Newell's                     | Newell's | 3–3       | Central   | Tomás Hamblin (40') Manuel González (71', 80')                                        | Charles Woodward (18') Mario José Barbieri (35', 65')                                      |
| 8 de septiembre de 1912 | Amistoso                                           | Newell's                     | Newell's | 0–5       | Central   |                                                                                       | Juan Sánchez x4, Mario José Barbieri.                                                      |
| 24 de noviembre de 1913 | Torneo "C. A. Provincial"                          | Sociedad Rural de Rosario    | Central  | 1–0       | Newell's  |                                                                                       |                                                                                            |
| 15 de agosto de 1915    | Amistoso                                           | Newell's                     | Newell's | 0–0       | Central   |                                                                                       |                                                                                            |
| 16 de abril de 1916     | Amistoso                                           | Central                      | Central  | 4–2       | Newell's  |                                                                                       |                                                                                            |
| 27 de mayo de 1917      | Amistoso                                           | Newell's                     | Newell's | 2–0       | Central   | Atilio Badalini x2                                                                    |                                                                                            |
| 1 de diciembre de 1918  | Copa "Club Estudiantes"                            | Newell's                     | Newell's | 1–1       | Central   | Blas Saruppo (25')                                                                    | Adolfo Celli (a.g. 11')                                                                    |
| 2 de marzo de 1919      | Partido a beneficio                                | Newell's                     | Newell's | 1–1       | Central   | Blas Saruppo (')                                                                      | Antonio Blanco (')                                                                         |
| 1 de noviembre de 1927  | Partido a beneficio                                | Newell's                     | Newell's | 1–2       | Central   | José Fedele (28')                                                                     | José Podestá (21') Armando Bertei (90')                                                    |
| 6 de octubre de 1929    | Copa "Alfredo J. Rouillon"                         | Newell's                     | Central  | 2–3       | Newell's  | Nazareno Luna (59') Arturo Podestá (60')                                              | Walter Haumuller (14', 49') Segundo Luna (48')                                             |
| 9 de marzo de 1930      | Amistoso                                           | Newell's                     | Newell's | 3–1       | Central   | Manuel Adé (28') Máximo Fernández (35') Agustín Peruch (72')                          | Marcelo Tamalet (21')                                                                      |
| 31 de marzo de 1930     | Copa "Bodas de Plata de Liga Rosarina"             | Central                      | Central  | 1–2       | Newell's  | Pascual Salvia (2')                                                                   | Segundo Luna (61', 80')                                                                    |
| 15 de junio de 1930     | Amistoso                                           | Central                      | Central  | 1–0       | Newell's  | Luis Indaco (')                                                                       |                                                                                            |
| 3 de agosto de 1930     | Copa "Rosario"                                     | Central                      | Newell's | 1–4       | Central   | Adolfo Cristini (')                                                                   | Ramón Luna (') Gerardo Rivas (') Luis Indaco (') Juan Francia (')                          |
| 22 de marzo de 1931     | Copa "Unión"                                       | Central                      | Central  | 3–0       | Newell's  | Luis Indaco x2 Juan Francia (')                                                       |                                                                                            |
| 20 de marzo de 1932     | Amistoso                                           | Newell's                     | Newell's | 5–1       | Central   | Máximo Fernández (11', 39') Aníbal González (38') Manuel Azurmendi (60', 88')         | Pascual Molina (6')                                                                        |
| 13 de enero de 1934     | Amistoso                                           | Newell's                     | Newell's | 1–4       | Central   | Zateli (87')                                                                          | Cayetano Potro (12') Julio Aurelio Gómez (31') Sebastián Guzmán (47') Enrique García (67') |
| 1 de abril de 1934      | Amistoso                                           | Central                      | Central  | 3–2       | Newell's  | Julio Aurelio Gómez (1') Sebastián Guzmán (5') Cayetano Potro (82')                   | Gabino Ballesteros (23') Ignacio González (30')                                            |
| 15 de enero de 1935     | Copa "Olinto Gallo"                                | Newell's                     | Newell's | 4–2       | Central   | Ghiribaldi (22') Eduardo Gómez (39', 72') José Fabbrini (48')                         | Enrique García (46') Roberto D'Alessandro (66')                                            |
| 26 de enero de 1935     | Copa "Olinto Gallo"                                | Newell's                     | Newell's | 2–4       | Central   |                                                                                       |                                                                                            |
| 30 de agosto de 1935    | Partido a beneficio                                | Gimnasia y Esgrima (Rosario) | Newell's | 3–3       | Central   | Gabino Ballesteros (2') Jesús Scarcella (36') Eduardo Gómez (54')                     | Juan Cagnotti (5') Enrique García (27', 56')                                               |
| 25 de enero de 1936     | Torneo "Copa de Oro Rioplatense"                   | Newell's                     | Newell's | 2–1       | Central   | José Fabbrini (18', 36')                                                              | Enrique García (64')                                                                       |
| 9 de abril de 1936      | Torneo "Amistad"                                   | Newell's                     | Newell's | 5–2       | Central   | José Fabbrini (3', 28', 61', 77') Gabino Ballesteros (71')                            | Oscar Díaz (13') Juan García (46')                                                         |
| 22 de agosto de 1936    | Partido a beneficio                                | Newell's                     | Newell's | 2–2       | Central   | Eduardo Gómez (34', 73')                                                              | Juan Cerro (3') Roberto D'Alessandro (7')                                                  |
| 13 de febrero de 1938   | Torneo "Copa de Oro Rioplatense"                   | Newell's                     | Newell's | 1–0       | Central   | Mario Morosano (38')                                                                  |                                                                                            |
| 10 de abril de 1938     | Torneo "Amistad"                                   | Newell's                     | Newell's | 4–0       | Central   | Miguel Pantó (10') Eduardo Gómez (25', 58') Pérez (64')                               |                                                                                            |
| 12 de octubre de 1938   | Copa "La Bengasina"                                | Newell's                     | Newell's | 2–1       | Central   | Eduardo Gómez (7') José Fabbrini (70')                                                | Ricardo Cisterna (25')                                                                     |
| 23 de octubre de 1938   | Torneo "Semana Rosario - Municipalidad de Rosario" | Newell's                     | Newell's | 0–2       | Central   |                                                                                       |                                                                                            |
| 28 de enero de 1939     | Copa "La Bengasina"                                | Central                      | Central  | 1-1       | Newell's  | Clemente Verga                                                                        |                                                                                            |
| 21 de diciembre de 1939 | Coa "Carlos Colombres"                             | Newell's                     | Newell's | 2–0       | Central   |                                                                                       |                                                                                            |
| 7 de marzo de 1940      | Copa "Bodas de Oro de Rosario Central"             | Central                      | Central  | 2–0       | Newell's  | Francisco Sosa (18') Enrique Ricardo Hayes (23')                                      |                                                                                            |
| 5 de febrero de 1944    | Torneo "Copa de Oro Rioplatense"                   | Newell's                     | Newell's | 1-1       | Central   | Humberto Fiore (21')                                                                  | Ángel De Cicco (27')                                                                       |
| 17 de diciembre de 1944 | Partido a beneficio                                | Newell's                     | Newell's | 2-3       | Central   |                                                                                       | Benjamín Santos x2, Heriberto Olivares                                                     |
| 1 de noviembre de 1945  | Copa "Colaboración Monumento Gral. Las Heras"      | Newell's                     | Newell's | 3-2       | Central   |                                                                                       | Osvaldo Pérez, Luis Bravo                                                                  |
| 19 de marzo de 1946     | Amistoso                                           | Central                      | Central  | 3-5       | Newell´s  | Waldino Aguirre X2, Federico Geronis                                                  |                                                                                            |
| 19 de marzo de 1948     | Amistoso                                           | Central                      | Central  | 2-2       | Newell's  | Juan Eduardo Hohberg (30', 69')                                                       | Elger Alarcón (24', 70')                                                                   |
| 28 de marzo de 1948     | Amistoso                                           | Newell's                     | Newell's | 5-2       | Central   | Costa (6', 73') Elger Alarcón (23') Arturo Buján (29') Ramón Moyano (78')             | Antonio Vilariño (50') Alberto De Zorzi (75')                                              |
| 17 de agosto de 1948    | Partido a beneficio                                | Central                      | Central  | 3-1       | Newell's  | Osvaldo Rodolfo Pérez (14', 28', 82')                                                 | Ramón Moyano (9')                                                                          |
| 12 de febrero de 1949   | Copa "Expresidentes"                               | Newell's                     | Newell's | 2-2       | Central   |                                                                                       | Antonio Inveninato, Eduardo Di Loreto                                                      |
| 19 de febrero de 1949   | Copa "Expresidentes"                               | Central                      | Central  | 0-0       | Newell's  |                                                                                       |                                                                                            |
| 4 de marzo de 1953      | Torneo "Agremiados"                                | Newell's                     | Newell's | 1-3       | Central   | Raúl Contini (21')                                                                    | Roberto Appicciafuocco (35', 87', 89')                                                     |
| 8 de marzo de 1953      | Torneo "Agremiados"                                | Central                      | Central  | 3-4       | Newell's  | Roberto Appicciafuocco (23') Isidoro Tisera (57') Antonio Gauna (64')                 | José López (2', 24', 25') Tacchi (19')                                                     |
| 17 de marzo de 1953     | Torneo "Agremiados"                                | Newell's                     | Newell's | 3-2       | Central   | Raúl Oscar Belén (13') Puggione (38') Contini (68')                                   |                                                                                            |
| 13 de febrero de 1954   | Torneo "Santa Fe"                                  | Central                      | Central  | 1-1       | Newell's  | Federico Vairo (89')                                                                  | José López (24')                                                                           |
| 25 de febrero de 1954   | Torneo "Agremiados"                                | Newell's                     | Newell's | 2-2       | Central   | Eduardo Bellotti (30', 40')                                                           | Anselmo Estrella (23') Biasetti (33') (a.g.)                                               |
| 14 de abril de 1955     | Torneo "Mateo Mata"                                | Newell's                     | Newell's | 0-1       | Central   |                                                                                       | Antonio Vilariño                                                                           |
| 7 de marzo de 1956      | Torneo "Córdoba-Rosario"                           | Tallares (Córdoba)           | Central  | 4-2       | Newell's  | Miguel Antonio Juárez (34', 53') Oscar Mottura (60') Emigdio Santos Oliveira (80')    | Hernández Anotado (27') Eduardo Bernardo (85')                                             |
| 7 de abril de 1956      | Torneo "Mateo Mata"                                | Central                      | Central  | 0-0       | Newell's  |                                                                                       |                                                                                            |
| 3 de agosto de 1958     | Partido a beneficio                                | Central                      | Central  | 3-3       | Newell's  | Miguel Antonio Juárez, Juan Castro x2                                                 | Manuel Barrionuevo x2, Jacinto Merayo                                                      |
| 19 de abril de 1959     | Copa "Semino"                                      | Newell's                     | Newell's | 3-4       | Central   | Córdoba Anotado (11') Juan Alfonso Lombardi (79') (a.g.) Urquiza Anotado (82')        | Juan Castro (10', 66') Ricardo Giménez (24', 84')                                          |
| 23 de abril de 1959     | Copa "Semino"                                      | Newell's                     | Newell's | 1-0       | Central   | Anacleto Peanno (43')                                                                 |                                                                                            |
| 14 de marzo de 1960     | Torneo "Vendimia"                                  | Ind. Rivadavia (Mendoza)     | Newell's | 2-0       | Central   | José Zurita Anotado (2') Esteban Sosa (25')                                           |                                                                                            |
| 28 de febrero de 1961   | Copa "Semino"                                      | Newell's                     | Newell's | 2-1       | Central   | Diogo (34') Conceiçao (81')                                                           | César Luis Menotti (86')                                                                   |
| 2 de abril de 1961      | Copa "Semino"                                      | Central                      | Central  | 2-3       | Newell's  | César Luis Menotti (34') Enrique Santiago Fernández (78')                             | Juárez Texeira (10', 56') Eduardo (74')                                                    |
| 25 de febrero de 1962   | Copa "Semino"                                      | Newell's                     | Newell's | 1-3       | Central   | Eduardo (17')                                                                         | Miguel Antonio Juárez (10') Ricardo Giménez (13') Sergio Helmuth Closs (84')               |
| 10 de marzo de 1963     | Copa "Semino"                                      | Central                      | Central  | 3-3       | Newell's  | Carlos Bulla (2', 23') Néstor Manfredi(47')                                           | González (44', 57') Diogo (50')                                                            |
| 21 de febrero de 1964   | Copa "Ciudad de Rosario"                           | Newell's                     | Newell's | 0-2       | Central   |                                                                                       | Gualberto Mugione, Américo Rovere                                                          |
| 22 de marzo de 1964     | Copa "Semino"                                      | Central                      | Central  | 1-1       | Newell's  | Ernesto Juárez                                                                        |                                                                                            |
| 19 de abril de 1964     | Copa "Semino"                                      | Newell's                     | Newell's | 3-2       | Central   | Adroaldo Anotado (17') João Cardoso (43') José María Ferrero (74')                    | Miguel Loayza (29') Ernesto Juárez (50')                                                   |
| 7 de octubre de 1964    | Copa "50º Aniversario del Regimiento 11"           | Newell's                     | Newell's | 1-0       | Central   | Juan José Oficialdegui                                                                |                                                                                            |
| 19 de diciembre de 1964 | Copa "Diario La Tribuna"                           | Central                      | Central  | 3-1       | Newell's  | José Malleo (6', 22') Néstor Borgogno (26)                                            | Gómez (89')                                                                                |
| 23 de marzo de 1965     | Copa "Ciudad de Rosario"                           | Central Córdoba              | Central  | 1-0       | Newell's  | Ricardo Palma (28')                                                                   |                                                                                            |
| 4 de abril de 1965      | Copa "Semino"                                      | Central                      | Central  | 2-1       | Newell's  | Ernesto Juárez (29') Carlos Bulla (60')                                               | Zucca (11')                                                                                |
| 15 de agosto de 1965    | Amistoso                                           | Newell's                     | Newell's | 1-2       | Central   | Ricardo Vizzo (19')                                                                   | José Sasía (12') Néstor Borgogno (94')                                                     |
| 24 de marzo de 1966     | Copa "Ciudad de Rosario"                           | Newell's                     | Newell's | 3-0       | Central   | Juan Sarrachini (39') Roberto Aguirre (41') Cardozo (44')                             |                                                                                            |
| 8 de diciembre de 1966  | Copa "Diario La Tribuna"                           | Newell's                     | Newell's | 2-1       | Central   | Roque Avallay (5', 24')                                                               | Roberto Gramajo (23')                                                                      |
| 4 de septiembre de 1968 | Amistoso                                           | Newell´s                     | Newell´s | 0-0       | Central   |                                                                                       |                                                                                            |
| 1 de agosto de 1970     | Copa "Confraternidad ARF"                          | Newell's                     | Newell's | 5--3      | Central   | Alfredo Obberti (8', 24', 64') Heraldo Bezerra (43') Marcos Pereira Martins (75')     | Roberto Gramajo (18') Raúl Castronovo (60') Carlos Colman (70')                            |
| 8 de febrero de 1971    | Copa "Ciudad de Rosario"                           | Central                      | Central  | 0-0       | Newell's  |                                                                                       |                                                                                            |
| 16 de febrero de 1973   | Torneo "Federico Flynn"                            | Central                      | Central  | 3-1       | Newell's  | Aurelio Pascuttini (13') Rubén Norberto Rodríguez (103', 104')                        | Oscar Cáceres (37')                                                                        |
| 19 de febrero de 1973   | Amistoso                                           | Central                      | Central  | 2-1       | Newell's  | Rubén Norberto Rodríguez (89', 101')                                                  | Mario Zanabria (55')                                                                       |
| 25 de junio de 1974     | Torneo "México-Argentina"                          | Jalisco (México)             | Central  | 0-0       | Newell's  |                                                                                       |                                                                                            |
| 15 de agosto de 1974    | Copa "Gral. Perón"                                 | Central                      | Central  | 2(8)-2(7) | Newell's  | Carlos Aimar (85') Mario Kempes (87')                                                 | Sergio Robles (18') Ramón Robledo (80')                                                    |
| 3 de junio de 1979      | Torneo "Amistad"                                   | Newell's                     | Newell's | 0-3       | Central   |                                                                                       | Miguel Ángel Manzi (39', 61') Rubén Alberto Díaz (54')                                     |
| 20 de junio de 1979     | Torneo "Amistad"                                   | Newell's                     | Newell's | 2-2       | Central   | Santiago Santamaría (4') Sergio Omar Almirón (34')                                    | Rubén Alberto Díaz (6') Guillermo Trama (37')                                              |
| 16 de febrero de 1981   | Copa "Río Paraná"                                  | Central                      | Central  | 2-3       | Newell's  | Edgardo Bauza (23') Eduardo Bacas (26')                                               | Héctor Casimiro Yazalde (36') Rolando Barrera (71') Juan Alberto Acosta (91')              |
| 14 de marzo de 1984     | Amistoso                                           | Central                      | Central  | 3-3       | Newell's  | Raúl de La Cruz Chaparro (15', 70') Gerardo Manuel González (25')                     | Carlos Macat Anotado (28') Víctor Rogelio Ramos (35') Gerardo Martino (57')                |
| 20 de diciembre de 1985 | Copa "Diario La Capital"                           | Central                      | Central  | 1-4       | Newell's  | Fernando Lanzidei (67')                                                               | Sergio Omar Almirón (21') Ariel Cozzoni (32') Gustavo Dezotti (75') Roberto Viglione (86') |
| 8 de febrero de 1995    | Partido a beneficio                                | Central                      | Central  | 1-0       | Newell's  | Mario Kempes (25')                                                                    |                                                                                            |
| 23 de enero de 1997     | Copa "Ciudad de Necochea"                          | Rivadavia (Necochea)         | Central  | 2-1       | Newell's  | Rubén Da Silva (9') Martín Cardetti (16')                                             | Julio Alberto Zamora (30')                                                                 |
| 1 de febrero de 1998    | Copa "Ciudad de Necochea"                          | Rivadavia (Necochea)         | Newell's | 1-0       | Central   | Víctor Javier Müller (67')                                                            |                                                                                            |
| 4 de febrero de 1999    | Copa "Ciudad de Córdoba"                           | Chateau Carreras (Córdoba)   | Central  | 3-1       | Newell's  | Rafael Maceratesi (15', 48') Ezequiel González (54')                                  | Diego Quintana (68')                                                                       |
| 20 de enero de 2000     | Copa "Ciudad de Rosario"                           | Central                      | Central  | 3-1       | Newell's  | Germán Rivarola (40') Arnaldo Quiroga (84') Fernando Pierucci (87')                   | Mauro Rosales (85')                                                                        |
| 27 de enero de 2000     | Copa "Revancha"                                    | Central                      | Central  | 1(6)-1(7) | Newell's  | Maximiliano Cuberas (20')                                                             | Sebastián Cobelli (5')                                                                     |

Historial de amistosos
| Victorias de Rosario Central   | 33 |
| Empates                        | 24 |
| Victorias de Newell's Old Boys | 30 |
| Total                          | 87 |

### Partidos a nivel local con la Primera División contra equipo alternativos
En 1905, con la creación de la Copa Santiago Pinasco, Rosario Central no podía contar con sus mejores jugadores para esta competencia, lo que llevó a que Newell's enfrentara con su primera división a un equipo alternativo de Central. En 1906, para aumentar la competitividad de la liga, Newell's decidió inscribir varios equipos con jugadores alternativos, repitiéndose la situación de 1905 pero a la inversa: esta vez, Central con su primera división se enfrentó a equipos alternativos de Newell's. En 1907, ocurrió nuevamente algo similar, pero fue Central quien presentó un equipo alternativo denominado Central Extra. Es importante aclarar que estos encuentros no se consideran en el listado oficial de partidos ni en las estadísticas históricas entre ambos clubes.
| Fecha                    | Competencia                  | Fecha | Estadio  | Local                      | Resultado | Visitante                  | Goles (L) | Goles (V) |
| ------------------------ | ---------------------------- | ----- | -------- | -------------------------- | --------- | -------------------------- | --------- | --------- |
| 24 de junio de 1906      | Copa "Santiago Pinasco" 1906 | 2.ª   | Newell's | Newell's (Alternativo "B") | 0–1       | Central                    |           |           |
| 1 de julio de 1906       | Copa "Santiago Pinasco" 1906 | 3.ª   | Newell's | Newell's (Alternativo "C") | PP–GP     | Central                    |           |           |
| 29 de julio de 1906      | Copa "Santiago Pinasco" 1906 | 7.ª   | Newell's | Central                    | 1–0       | Newell's (Alternativo "B") |           |           |
| 26 de agosto de 1906     | Copa "Santiago Pinasco" 1906 | 8.ª   | Central  | Central                    | 1–0       | Newell's (Alternativo "C") |           |           |
| 29 de mayo de 1907       | Copa "Nicasio Vila" 1907     | 2.ª   | Central  | Central (Extra)            | 0–1       | Newell's                   |           |           |
| 22 de septiembre de 1907 | Copa "Nicasio Vila" 1907     | 11.ª  | Newell's | Newell's                   | 3–2       | Central (Extra)            |           |           |

Historial contra equipos alternativos
| Victorias de Rosario Central   | 4 |
| Empates                        | 0 |
| Victorias de Newell's Old Boys | 2 |
| Total                          | 6 |

## Evolución del clásico

### Historial y evolución del clásico por década
Para las siguientes estadísticas solo se tienen en cuenta los partidos oficiales entre ambos equipos.
| Década    | Victorias de Rosario Central | Empates | Victorias de Newell's Old Boys | Diferencia en el historial | Década ganada por |
| --------- | ---------------------------- | ------- | ------------------------------ | -------------------------- | ----------------- |
| 1901-1910 | 3                            | 2       | 8                              | +5 (3–8)                   | Newell's          |
| 1911-1920 | 14                           | 3       | 8                              | +1 (17–16)                 | Central           |
| 1921-1930 | 5                            | 7       | 6                              | 0 (22–22)                  | Newell's          |
| 1931-1940 | 11                           | 9       | 10                             | +1 (33–32)                 | Central           |
| 1941-1950 | 7                            | 5       | 8                              | 0 (40–40)                  | Newell's          |
| 1951-1960 | 7                            | 6       | 5                              | +2 (47–45)                 | Central           |
| 1961-1970 | 8                            | 11      | 3                              | +7 (55–48)                 | Central           |
| 1971-1980 | 13                           | 19      | 9                              | +11 (68–57)                | Central           |
| 1981-1990 | 6                            | 11      | 6                              | +11 (74–63)                |                   |
| 1991-2000 | 4                            | 12      | 6                              | +9 (78–69)                 | Newell's          |
| 2001-2010 | 5                            | 10      | 6                              | +8 (83–75)                 | Newell's          |
| 2011-2020 | 8                            | 6       | 1                              | +15 (91–76)                | Central           |
| 2021-2030 | 6                            | 2       | 1                              | +20 (97–77)                | en curso          |

Datos actualizados al último partido jugado el 10 de agosto de 2024.

### Evolución de la ventaja en el historial por año desde 1905
- Central estuvo arriba del historial durante 29.291 de los 43.518 días que pasaron del primer clásico hasta la fecha del último disputado, y además lleva un récord de 71 años, 9 meses, y 26 días (26.235 días) consecutivos arriba desde el 12/10/1952 hasta el 10/08/2024 (último clásico jugado).

## Estadísticas

### Máximos goleadores
Nota: En negrita jugadores en activo. En caso de empate indicado en primer lugar el de mejor promedio goleador.
| # | Jugador             | Equipo                  | Primera División | Primera División | Copa Libertadores | Copa Libertadores | Copa Escobar | Copa Escobar | Copa Competencia | Copa Competencia | Total | Total | Total |
| # | Jugador             | Equipo                  | P.J.             | G.               | P.J.              | G.                | P.J.         | G.           | P.J.             | G.               | P.J.  | G.    | G. T. |
| - | ------------------- | ----------------------- | ---------------- | ---------------- | ----------------- | ----------------- | ------------ | ------------ | ---------------- | ---------------- | ----- | ----- | ----- |
| 1 | Manuel González     | C. A. Newell's Old Boys |                  |                  |                   |                   |              |              |                  |                  |       | 30    |       |
| 2 | Harry Hayes         | C. A. Rosario Central   |                  |                  |                   |                   |              |              |                  |                  |       | 24    |       |
| 3 | Eduardo Gómez       | C. A. Newell's Old Boys |                  |                  |                   |                   |              |              |                  |                  |       | 16    |       |
| 4 | José Viale          | C. A. Newell's Old Boys |                  |                  |                   |                   |              |              |                  |                  |       | 11    |       |
| 5 | Ennis Hayes         | C. A. Rosario Central   |                  |                  |                   |                   |              |              |                  |                  |       | 10    |       |
| 6 | Edgardo Bauza       | C. A. Rosario Central   |                  |                  |                   |                   |              |              |                  |                  |       | 9     |       |
| 7 | Santiago Santamaría | C. A. Newell's Old Boys |                  |                  |                   |                   |              |              |                  |                  |       | 9     |       |

| \| # \| Fecha \| Estadio \| Jugador \| Equipo \| Goles \| Resultado \| Competición \| \| -- \| ---------- \| ------------------------------------------ \| ---------------------- \| ----------------------- \| ----- \| --------- \| -------------------------- \| \| 1 \| 12-07-1906 \| Rosario, Humberto I y Boulevard Avellaneda \| Manuel González \| C. A. Newell's Old Boys \| \| 6 - 0 \| Copa Santiago Picasco 1906 \| \| 2 \| 02-08-1908 \| Rosario, Av. Solano López y Mariano Moreno \| Antonio Vázquez \| C. A. Rosario Central \| \| 9 - 3 \| Copa Nicasio Vila 1908 \| \| 3 \| 19-07-1909 \| Rosario, Villa Sanguinetti \| Manuel González \| C. A. Newell's Old Boys \| \| 2 - 3 \| Copa de Honor 1909 \| \| 4 \| 31-07-1910 \| Rosario, Plaza Jewell \| José Viale \| C. A. Newell's Old Boys \| \| 2 - 4 \| Copa Nicasio Vila 1910 \| \| 5 \| 28-07-1912 \| Rosario, Villa Sanguinetti \| Manuel González \| C. A. Newell's Old Boys \| \| 0 - 7 \| Copa Nicasio Vila 1912 \| \| 6 \| 20-10-1912 \| Rosario, Villa Sanguinetti \| Manuel González \| C. A. Newell's Old Boys \| \| 3 - 5 \| Copa de Honor 1912 \| \| 7 \| 20-10-1912 \| Rosario, Villa Sanguinetti \| Juan Sánchez \| C. A. Rosario Central \| \| 3 - 5 \| Copa de Honor 1912 \| \| 8 \| 11-10-1914 \| Rosario, Parque Independencia \| Harry Hayes \| C. A. Rosario Central \| \| 0 - 6 \| Copa Nicasio Vila 1914 \| \| 9 \| 25-05-1915 \| Rosario, Villa Sanguinetti \| Harry Hayes \| C. A. Rosario Central \| \| 6 - 0 \| Copa Nicasio Vila 1914 \| \| 10 \| 29-06-1916 \| Rosario, Parque Independencia \| José Laiolo \| C. A. Rosario Central \| \| 0 - 6 \| Copa de Honor 1916 \| \| 11 \| 01-11-1916 \| Rosario, Parque Independencia \| Harry Hayes \| C. A. Rosario Central \| \| 0 - 6 \| Copa Nicasio Vila 1916 \| \| 12 \| 09-09-1917 \| Rosario, Parque Independencia \| Alfredo Woodward \| C. A. Rosario Central \| \| 0 - 9 \| Copa Nicasio Vila 1917 \| \| 13 \| 12-10-1941 \| Rosario, Parque Independencia \| Mario Morosano \| C. A. Newell's Old Boys \| \| 5 - 0 \| Campeonato 1941 \| \| 14 \| 24-04-1949 \| Rosario, Arroyito \| Juan Armando Benavídez \| C. A. Newell's Old Boys \| \| 3 - 2 \| Campeonato 1949 \| \| 15 \| 26-04-1953 \| Rosario, Parque Independencia \| Antonio Gauna \| C. A. Rosario Central \| \| 1 - 3 \| Campeonato 1953 \| \| 16 \| 21-09-1975 \| Rosario, Arroyito \| Mario Kempes \| C. A. Rosario Central \| \| 3 - 0 \| Torneo Nacional 1975 \| \| 17 \| 08-10-1990 \| Rosario, Arroyito \| David Bisconti \| C. A. Rosario Central \| \| 3 - 4 \| Campeonato 1990-91 \| |            |                                            |                        |                         |       |           |                            |
| Datos actualizados al último partido jugado el 10 de agosto de 2024. |            |                                            |                        |                         |       |           |                            |
| # | Fecha      | Estadio                                    | Jugador                | Equipo                  | Goles | Resultado | Competición                |
| 1 | 12-07-1906 | Rosario, Humberto I y Boulevard Avellaneda | Manuel González        | C. A. Newell's Old Boys |       | 6 - 0     | Copa Santiago Picasco 1906 |
| 2 | 02-08-1908 | Rosario, Av. Solano López y Mariano Moreno | Antonio Vázquez        | C. A. Rosario Central   |       | 9 - 3     | Copa Nicasio Vila 1908     |
| 3 | 19-07-1909 | Rosario, Villa Sanguinetti                 | Manuel González        | C. A. Newell's Old Boys |       | 2 - 3     | Copa de Honor 1909         |
| 4 | 31-07-1910 | Rosario, Plaza Jewell                      | José Viale             | C. A. Newell's Old Boys |       | 2 - 4     | Copa Nicasio Vila 1910     |
| 5 | 28-07-1912 | Rosario, Villa Sanguinetti                 | Manuel González        | C. A. Newell's Old Boys |       | 0 - 7     | Copa Nicasio Vila 1912     |
| 6 | 20-10-1912 | Rosario, Villa Sanguinetti                 | Manuel González        | C. A. Newell's Old Boys |       | 3 - 5     | Copa de Honor 1912         |
| 7 | 20-10-1912 | Rosario, Villa Sanguinetti                 | Juan Sánchez           | C. A. Rosario Central   |       | 3 - 5     | Copa de Honor 1912         |
| 8 | 11-10-1914 | Rosario, Parque Independencia              | Harry Hayes            | C. A. Rosario Central   |       | 0 - 6     | Copa Nicasio Vila 1914     |
| 9 | 25-05-1915 | Rosario, Villa Sanguinetti                 | Harry Hayes            | C. A. Rosario Central   |       | 6 - 0     | Copa Nicasio Vila 1914     |
| 10 | 29-06-1916 | Rosario, Parque Independencia              | José Laiolo            | C. A. Rosario Central   |       | 0 - 6     | Copa de Honor 1916         |
| 11 | 01-11-1916 | Rosario, Parque Independencia              | Harry Hayes            | C. A. Rosario Central   |       | 0 - 6     | Copa Nicasio Vila 1916     |
| 12 | 09-09-1917 | Rosario, Parque Independencia              | Alfredo Woodward       | C. A. Rosario Central   |       | 0 - 9     | Copa Nicasio Vila 1917     |
| 13 | 12-10-1941 | Rosario, Parque Independencia              | Mario Morosano         | C. A. Newell's Old Boys |       | 5 - 0     | Campeonato 1941            |
| 14 | 24-04-1949 | Rosario, Arroyito                          | Juan Armando Benavídez | C. A. Newell's Old Boys |       | 3 - 2     | Campeonato 1949            |
| 15 | 26-04-1953 | Rosario, Parque Independencia              | Antonio Gauna          | C. A. Rosario Central   |       | 1 - 3     | Campeonato 1953            |
| 16 | 21-09-1975 | Rosario, Arroyito                          | Mario Kempes           | C. A. Rosario Central   |       | 3 - 0     | Torneo Nacional 1975       |
| 17 | 08-10-1990 | Rosario, Arroyito                          | David Bisconti         | C. A. Rosario Central   |       | 3 - 4     | Campeonato 1990-91         |

### Mayor cantidad de partidos disputados
Nota: En negrita jugadores en activo.
| # | Jugador                 | Equipo                  | Liga Rosarina | Copa Rosarina | Primera División | Copa Libertadores | Copa de Honor | Copa de Competencia | Total |
| - | ----------------------- | ----------------------- | ------------- | ------------- | ---------------- | ----------------- | ------------- | ------------------- | ----- |
| 1 | Jorge José González     | C. A. Rosario Central   |               |               |                  |                   |               |                     | 45    |
| 2 | Aurelio José Pascuttini | C. A. Rosario Central   |               |               |                  |                   |               |                     | 38    |
| 3 | Harry Hayes             | C. A. Rosario Central   |               |               |                  |                   |               |                     | 37    |
| 4 | Daniel Killer           | Ambos clubes            |               |               |                  |                   |               |                     | 37    |
| 5 | Santiago Santamaría     | C. A. Newell's Old Boys |               |               |                  |                   |               |                     | 31    |
| 6 | Mario Zanabria          | C. A. Newell's Old Boys |               |               |                  |                   |               |                     | 31    |
| 7 | Manuel González         | C. A. Newell's Old Boys |               |               |                  |                   |               |                     | 27    |

### Futbolistas que vistieron las dos camisetas
Durante los primeros años del fútbol rosarino, los dos casos más emblemáticos de futbolistas que vistieron las dos camisetas fueron los de Antonio Miguel y Juan Francia. Como particularidad, en los dos casos pasaron de un club al otro en forma directa. El petiso Miguel pasó de Central a Newell´s en 1920, y luego retornó a Central en 1922. El caso del mono Francia es inverso, ya que pasó de Newell´s a Central directamente en 1920, volvió al club del Parque en 1925, y recaló nuevamente en el club de Arroyito en 1930. Ambos, lograron títulos oficiales con los dos clubes.
Más allá de que antes de 1939 -cuando Newell´s y Central ingresaron al torneo de Liga de Primera División de AFA- hubo varios jugadores que vistieron las dos casacas, el primero que lo hizo en la era profesional fue Juan Carlos Cámer. Un delantero que jugó en Newell´s entre 1943 y 1944, al año siguiente se fue a Racing Club de Avellaneda, y en 1946 firmó para Central.
El segundo caso fue el de José Poi, quien estuvo en Central dos años (1956 y 1957), en 1958 fue a Boca Juniors, y en el 59 firmó para Newell´s.
En la década del 60 tenemos varios casos de jugadores que tuvieron una larga trayectoria en un club de la ciudad y luego cruzaron de vereda: Miguel La Rosa estuvo 7 años en el club de Arroyito y después pasó a Newell´s. Elio Montaño, quien jugó 3 años en Newell´s y luego de jugar en Boca, el Huracán, y el Los Andes, con 32 años arregló en Central. Juan Castro, un histórico goleador canalla, luego de su paso por Central se fue a Huracán, Atlanta, y con casi 30 años firmó en Newell´s. Otro caso es el de Juan Carlos Bertoldi: el arquero atajó 4 temporadas ininterrumpidas en el arco canalla, luego siguió en Huracán, San Lorenzo, y en 1966 regresó a Rosario para jugar en Newell´s. Ricardo Giménez tuvo dos etapas distintas como jugador de Central, la segunda hasta 1965 y al otro año se fue al club del Parque Independencia.
Jorge Westcha, el 19 de abril de 1962 fue el centrodelantero canalla en la derrota ante Quilmes por 1 a 0 en Buenos Aires. 51 días después, el 10 de junio de ese año, integró el equipo titular de Newell´s que empató 1 a 1 contra Tigre por la undécima fecha del campeonato de Primera "B" de 1962, y conquistó el único tanto rojinegro.
Sobre el final de los 60 y principios de los 70 están el puntero derecho Hugo Alberto Rosales quien en 1967 alcanzó a jugar un partido oficial en Central. Ese año pasó a Chaco For Ever, luego a Huracán de Ingeniero White, y en el Reclasificatorio de 1969 jugó en Newell´s. También se da el caso de Rogelio Poncini, mano derecha de César Menotti, quien en el 1966 vistió la camiseta de Central, y luego de una etapa en Atlanta llegó a Newell´s.
La década del 70 y el primer lustro de los 80 trae los últimos casos. Los hermanos Daniel Pedro Killer y Mario Killer, bicampeones con Central en 1971 y 1973, luego de jugar en Racing (Daniel) y en el fútbol español (Mario), volvieron a la ciudad para vestir la camiseta de Newell´s. Oscar Coullery que nació en Newell´s, luego de jugar en 1976 en San Martín de Tucumán firmó con Central. En el único clásico que enfrentó a los rojinegros en 1978 les marcó un gol, en la victoria de Central por 3 a 1, y en 1981, luego de jugar en Argentinos Juniors retornó a la entidad del Parque de la Independencia. Caso parecido el de Sergio Apolo Robles: campeón con Newell´s en 1974, luego de un paso por Boca y Sarmiento de Junín llegó a Central en 1982, y al año siguiente retornó a Newell´s. El penúltimo fue el arquero Juan Carlos Delménico hace ya más de tres décadas: en 1971 defendió los colores de Newells, mientras que en 1984 jugó para Central. El último caso, es el de Rodrigo Salinas, quien se desempeñó en Rosario Central en la temporada 2011-12, y recaló en Newell´s en la temporada 2019-20.
| Lista completa |
| --- |
| A Vicente Aguirre Fermín Arrieta B Juan Carlos Bertoldi Juan Bruno C Juan Cagnotti Juan Carlos Cámer Juan Castro Oscar Coullery D Juan Carlos Delménico José Dorigo F Percy Flamini Juan Francia G Evaristo García Carlos Gastaldi Ricardo Giménez Armando Ginocchio H Víctor Heitz Leslie Cleland-Hollamby K Daniel Killer Mario Killer L Miguel La Rosa Segundo Luna M Antonio Miguel Elio Montaño P José Poi Rogelio Poncini Federico Puplett R Pedro Remonda Ricardo Reol Gerardo Rivas Ángel Rizzi Sergio Robles Antonio Rolando Hugo Rosales S Rodrigo Salinas Luis Segalerba W Jorge Westcha |

## Comparativa de títulos
En estas tablas no se incluyen campeonatos amistosos, juveniles ni distinciones honoríficas.
|                   | Regionales    | Regionales    | Provinciales     | Nacionales       | Nacionales   | Nacionales | Internacionales | Internacionales | Total |
| Liga Rosarina     | Copa Rosarina | Copa Santa Fe | Segunda División | Primera División | Copas de AFA | CONMEBOL   | AFA / AUF       |                 | Total |
| ----------------- | ------------- | ------------- | ---------------- | ---------------- | ------------ | ---------- | --------------- | --------------- | ----- |
| Rosario Central   | 15            | 7             | 1                | 4                | 4            | 7          | 1               | 0               | 39    |
| Newell's Old Boys | 13            | 3             | 0                | 0                | 6            | 3          | 0               | 0               | 25    |

### Títulos oficiales de Primera División
*Actualizado hasta diciembre de 2023
A lo largo de la historia Rosario Central aventaja por 10 títulos a Newell's Old Boys (35 a 25). No se tienen en cuenta los títulos de la Copa Santiago Pinasco de los años 1905 y 1906, por ser considerados de Segunda división aunque Newell's los disputó con su Primera División. Tampoco se tiene en cuenta el Torneo Apertura 1990 obtenido por Newell's Old Boys, ya que este fue un torneo clasificatorio para disputar una final anual de la temporada 1990-91 entre el vencedor del Apertura 1990 versus el del Clausura 1991. A este tema —que habría un campeón en la temporada—, la AFA lo había pautado desde antes del inicio del Apertura 1990, por ende, el máximo organismo rector del fútbol argentino no le otorgó el rótulo de campeón de temporada a Newell's por el Apertura de aquel año.
Así, en total, al día de hoy los canallas poseen 35 logros oficiales de primera, mientras que los rojinegros cuentan con 25. A continuación se listan los torneos y la cantidad de logros oficiales de ambos equipos rosarinos:
|                                                   | Rosario Central | Newell's Old Boys |
| Primera División del Fútbol de Rosario            | 15              | 13                |
| ------------------------------------------------- | --------------- | ----------------- |
| Copa Nicasio Vila                                 | 10              | 9                 |
| Federación Rosarina                               | 1               | 0                 |
| Asociación Amateurs                               | 2               | 0                 |
| Torneo Gobernador Luciano Molinas                 | 2               | 4                 |
| Copas de Rosario                                  | 7               | 3                 |
| Copa Damas de Caridad                             | 4               | 1                 |
| Copa Estímulo                                     | 1               | 2                 |
| Torneo Preparación                                | 1               | 0                 |
| Torneo Hermenegildo Ivancich                      | 1               | 0                 |
| Copas provinciales                                | 1               | 0                 |
| Copa Santa Fe                                     | 1               | 0                 |
| Total títulos regionales                          | 23              | 16                |
| Campeonatos de Primera División                   | 4               | 6                 |
| Campeonatos regulares anuales de Primera División | 1               | 2                 |
| Campeonato Nacional                               | 3               | 0                 |
| Campeonato Metropolitano                          | 0               | 1                 |
| Torneo Final                                      | 0               | 1                 |
| Campeonato Apertura                               | 0               | 1                 |
| Campeonato Clausura                               | 0               | 1                 |
| Copas nacionales                                  | 7               | 3                 |
| Copa de Honor                                     | 1               | 1                 |
| Copa Ibarguren                                    | 1               | 1                 |
| Copa de Competencia                               | 1               | 0                 |
| Copa de Competencia (Disidente)                   | 2               | 0                 |
| Copa Adrián C. Escobar                            | 0               | 1                 |
| Copa Argentina                                    | 1               | 0                 |
| Copa de la Liga Profesional                       | 1               | 0                 |
| Total títulos nacionales                          | 11              | 9                 |
| Copas internacionales                             | 1               | 0                 |
| Copa CONMEBOL                                     | 1               | 0                 |
| Total títulos internacionales                     | 1               | 0                 |
| Total general                                     | 35              | 25                |

### Consagraciones por década de Primera División
En la presente tabla se listan los títulos oficiales de Primera División obtenidos por los clubes tanto a nivel regional, como nacional e internacional. De 12 décadas, 4 son favorables a Newell's y 5 a Central.
| Década    | Rosario Central | Rosario Central | Rosario Central | Newell's Old Boys | Newell's Old Boys | Newell's Old Boys |
| Década    | Loc.            | Int.            | Total           | Loc.              | Int.              | Total             |
| --------- | --------------- | --------------- | --------------- | ----------------- | ----------------- | ----------------- |
| 1900-1909 | 1               | -               | 1               | 2                 | -                 | 2                 |
| 1910-1919 | 14              | -               | 14              | 6                 | -                 | 6                 |
| 1920-1929 | 7               | -               | 7               | 5                 | -                 | 5                 |
| 1930-1939 | 5               | -               | 5               | 5                 | -                 | 5                 |
| 1940-1949 | -               | -               | 0               | 1                 | -                 | 1                 |
| 1950-1959 | -               | -               | 0               | -                 | -                 | 0                 |
| 1960-1969 | -               | -               | 0               | -                 | -                 | 0                 |
| 1970-1979 | 2               | -               | 2               | 1                 | -                 | 1                 |
| 1980-1989 | 2               | -               | 2               | 1                 | -                 | 1                 |
| 1990-1999 | -               | 1               | 1               | 2                 | -                 | 2                 |
| 2000-2009 | -               | -               | 0               | 1                 | -                 | 1                 |
| 2010-2019 | 2               | -               | 2               | 1                 | -                 | 1                 |
| 2020-2029 | 1               | -               | 1               | -                 | -                 | 0                 |

|                   | Regionales | Regionales | Provinciales | Total |
| Primera División  | Copas      | FSF        |              | Total |
| ----------------- | ---------- | ---------- | ------------ | ----- |
| Rosario Central   | 15         | 7          | 1            | 23    |
| Newell's Old Boys | 13         | 3          | 0            | 16    |

|                   | Nacionales | Nacionales | Internacionales | Internacionales | Total |
| Primera División  | Copas      | CONMEBOL   | AFA / AUF       |                 | Total |
| ----------------- | ---------- | ---------- | --------------- | --------------- | ----- |
| Rosario Central   | 4          | 7          | 1               | -               | 12    |
| Newell's Old Boys | 6          | 3          | 0               | -               | 9     |

## Tabla comparativa entre los equipos
*Actualizado hasta diciembre de 2023
| Estadísticas                                                                            | Club Atlético Newell's Old Boys           | Club Atlético Rosario Central   |
| --------------------------------------------------------------------------------------- | ----------------------------------------- | ------------------------------- |
| Fecha de la fundación del club                                                          | 3 de noviembre de 1903                    | 24 de diciembre de 1889         |
| Cantidad de asociados                                                                   | 79.239                                    | 96.297                          |
| Capacidad de Estadio                                                                    | 40.122                                    | 46.955                          |
| Títulos de Liga de la Primera División del fútbol de Rosarino (1907-1938) (*)           | 13                                        | 15                              |
| Títulos en Copas rosarinas oficiales (1910-1938)                                        | 3                                         | 7                               |
| Títulos en Copas Provinciales oficiales (2016-2019)                                     | 0                                         | 1                               |
| Temporadas en Primera División en el profesionalismo de AFA                             | 77 de 80                                  | 74 de 80                        |
| Clasificación histórica en Primera División                                             | 8.ª posición                              | 9.ª posición                    |
| Cantidad de partidos jugados en Primera División                                        | 3032                                      | 2895                            |
| Cantidad de partidos ganados en Primera División                                        | 1091                                      | 1028                            |
| Cantidad de partidos empatados en Primera División                                      | 937                                       | 875                             |
| Cantidad de partidos perdidos en Primera División                                       | 1004                                      | 992                             |
| Cantidad de goles convertidos en Primera División                                       |                                           |                                 |
| Cantidad de goles recibidos en Primera División                                         |                                           |                                 |
| Diferencia de goles en Primera División                                                 |                                           |                                 |
| Goleadores en Primera División                                                          | 7                                         | 9                               |
| Títulos de Liga de Primera División de Argentina                                        | 6                                         | 4                               |
| Temporadas totales en categorías de ascenso                                             | 3 (1961-1963)                             | 6 (1942, 1951, 1985, 2010-2013) |
| Descensos de categoría a Segunda División de AFA                                        | 1                                         | 4                               |
| Temporadas en categorías de ascenso por descenso                                        | 3 (1961-1963)                             | 6 (1942, 1951, 1985, 2010-2013) |
| Títulos en Copas nacionales oficiales de AFA (1900-presente)                            | 3                                         | 7                               |
| Jugadores cedidos a la Selección Argentina                                              |                                           |                                 |
| Presencias de jugadores convocados en la Selección Argentina                            |                                           |                                 |
| Jugadores cedidos a la Selección Argentina para la Copa América                         |                                           |                                 |
| Goles convertidos por jugadores cedidos a la Selección Argentina                        |                                           |                                 |
| Jugadores cedidos a la Selección Argentina para la Copa Mundial de Fútbol               |                                           |                                 |
| Ranking de Clubes de la CONMEBOL (ARGENTINA)                                            | 12.ª posición                             | 11.ª posición                   |
| Títulos internacionales oficiales organizados por la C.S.F. y/o la FIFA (1960-presente) | 0                                         | 1                               |
| Participaciones en Copas Internacionales de Conmebol y/o FIFA (profesionalismo)         | 13                                        | 25                              |
| Finales de Copas internacionales oficiales organizados por CONMEBOL disputadas          | 2 (ambas de Copa Libertadores de América) | 2 (ambas de Copa Conmebol)      |
| Ranking mundial de clubes de la IFFHS (1991-2009)                                       | 113.ª posición (38 puntos)                | 119.ª posición (33 puntos)      |
| Mejores clubes del siglo xx de cada continente según la IFFHS                           | 33.ª posición (56 puntos)                 | 30.ª posición (65 puntos)       |
| Clasificación FIFA para club del siglo XX                                               |                                           |                                 |
| Clasificación IFFHS de clubes de Sudamérica del siglo XXI                               | 47.ª posición (1.027 puntos)              | 57.ª posición (890 puntos)      |
| Total de títulos regionales                                                             | 16                                        | 22                              |
| Total de títulos provinciales                                                           | 0                                         | 1                               |
| Total de títulos nacionales                                                             | 9                                         | 11                              |
| Total de títulos internacionales                                                        | 0                                         | 1                               |
| Total de títulos en el amateurismo                                                      | 16                                        | 23                              |
| Total de títulos en el profesionalismo                                                  | 11                                        | 12                              |
| Total de títulos oficiales                                                              | 25                                        | 35                              |